# まれ
『まれ』は、2015年（平成27年度）度前期放送のNHK「連続テレビ小説」第92作で、2015年3月30日から9月26日まで放送されたテレビドラマ。

## 企画・制作
能登地方に家族と移住し育ったヒロイン、津村希（つむら まれ）がパティシエを目指して成長してゆく物語。脚本は篠﨑絵里子が執筆するオリジナル作品で、石川県輪島市に存在すると設定された架空の地域である外浦村（そとら むら）と神奈川県横浜市を舞台に繰り広げられる。
2014年（平成26年）4月24日にNHK放送センターで行われた制作発表では、「ドラマを通してパティシエという職業に重ね合わせ人々に喜びを与えることを念頭に制作に取り組む」と制作統括の高橋練が表明した。
なおパティシエはフランス語で"菓子職人"を意味する男性名詞であり、女性名詞ではパティシエールとなるが、本作ではわかりやすさを配慮してパティシエに統一された。
脚本の篠﨑絵里子によれば、大まかなストーリー構想として最初の打ち合わせでプロデューサーから、篠﨑が2008年に出版した、経験を元にして夜逃げ家族の姿を描いた小説『転がるマルモ』のような話にしてみないかと持ちかけられたという。
主役となる津村希役オーディションには2,020人が応募し、同年7月31日に『花子とアン』に出演中だった土屋太鳳が決定したと発表された。土屋の朝ドラ出演は2011年の『おひさま』2014年の『花子とアン』に次ぐ3作目。なお、本作のヒロインは活発なイメージを持つキャラクターとされたことから、役作りのためにロングヘアを40cmカットした。
2014年10月7日から29日までの輪島市および隣接する珠洲市での第1次ロケでクランクイン。2015年8月20日にNHK放送センターでの収録でクランクアップ。

### ロケ地
ロケーション撮影の大半は、作品の舞台地となる輪島市・珠洲市・横浜市中区ならびに西区で行われたが、一部シーンは以下の自治体や施設で撮影された。
東京都
渋谷区神南 みんなの広場ふれあいホール - 第95・96回 コンビニスイーツバトル会場
神奈川県
横浜市青葉区新石川 MELONDIAあざみ野 - 第15・16回 ロールケーキ甲子園北陸大会会場
横浜市鶴見区鶴見中央 パティスリーラプラス - 第39回 「シェ・ミシマ」
小田原市早川 箱根ターンパイク - 第68回 希・大輔・高志の休日ドライブシーン
小田原市久野 春夏秋冬 - 第68・72・73回 浜田が経営する養鶏場「花鳥風月」

#### ロケ地ギャラリー

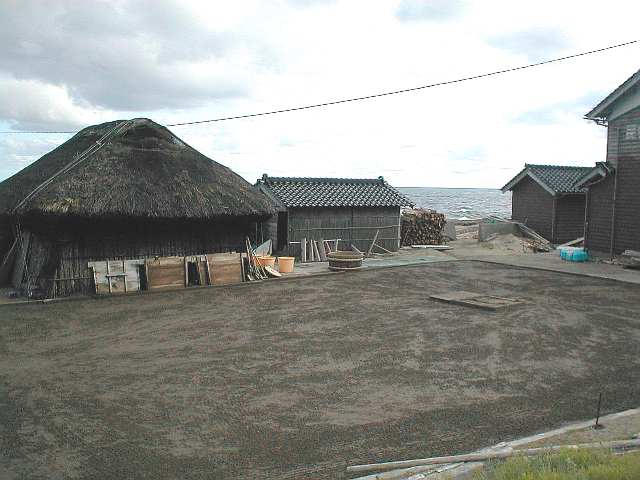
揚げ浜式塩田
（珠洲市[19]）
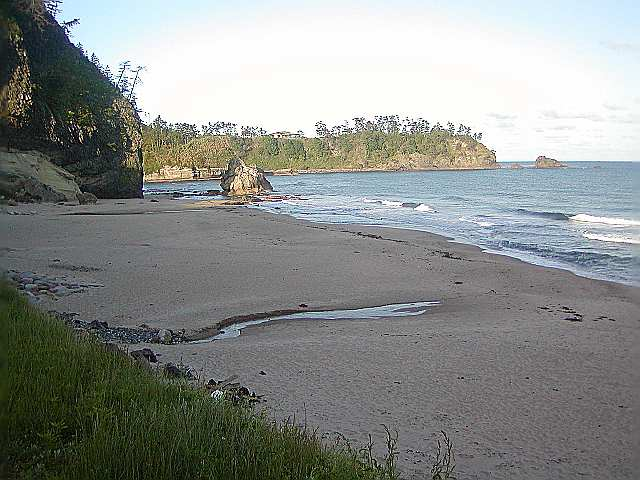
オープニングに登場する琴ヶ浜海岸[20] （石川県輪島市）
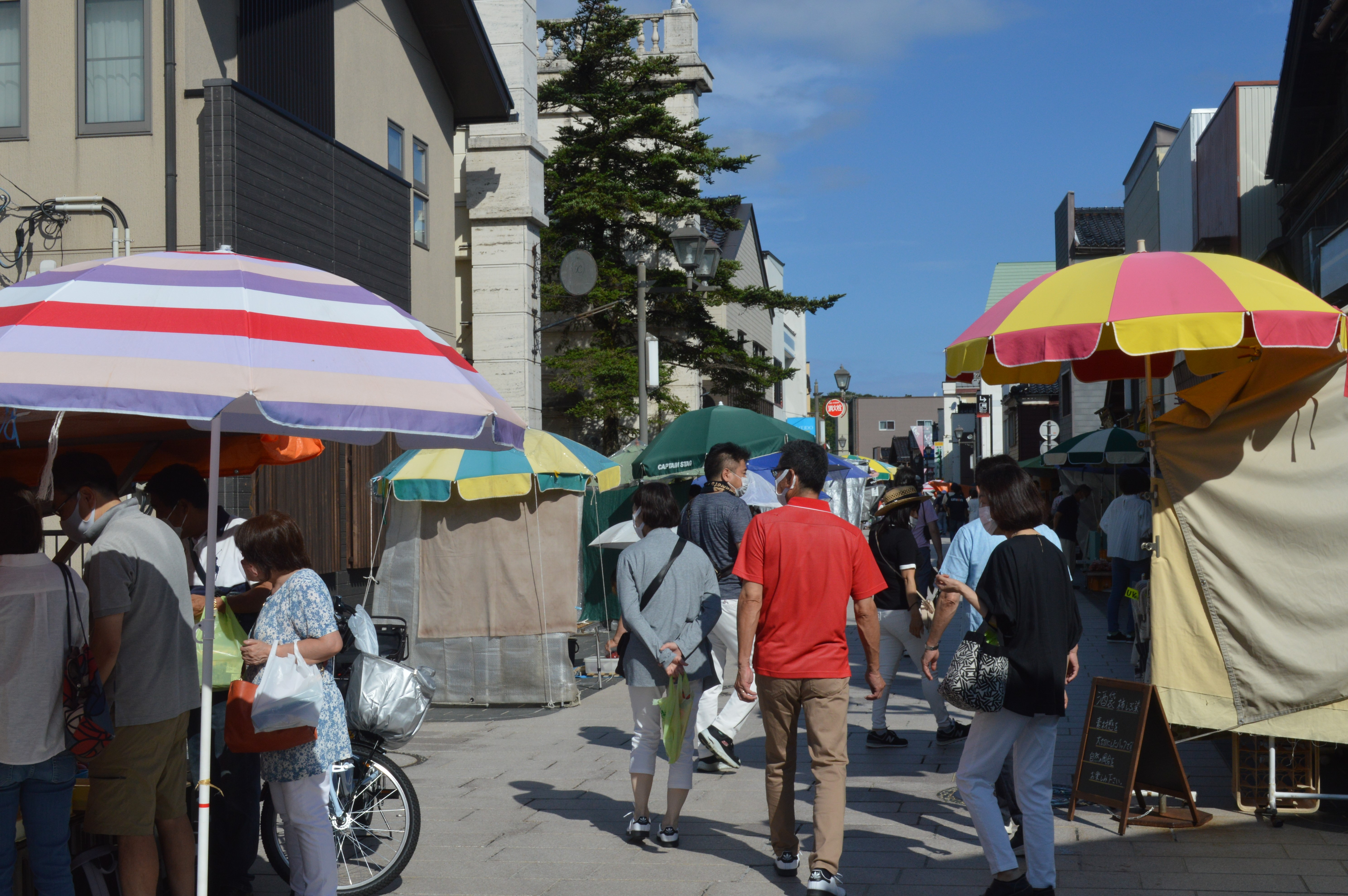
輪島朝市
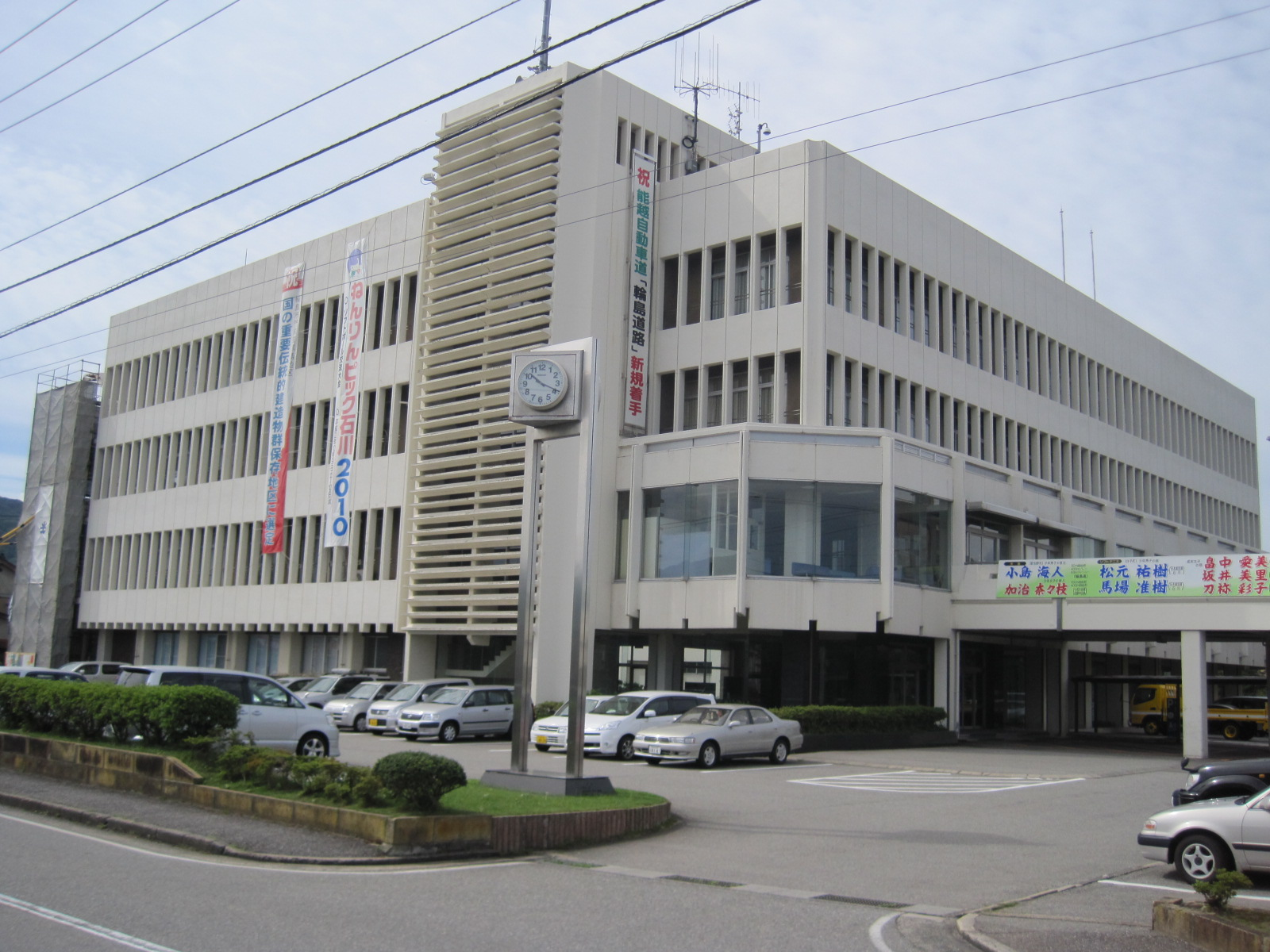
輪島市役所
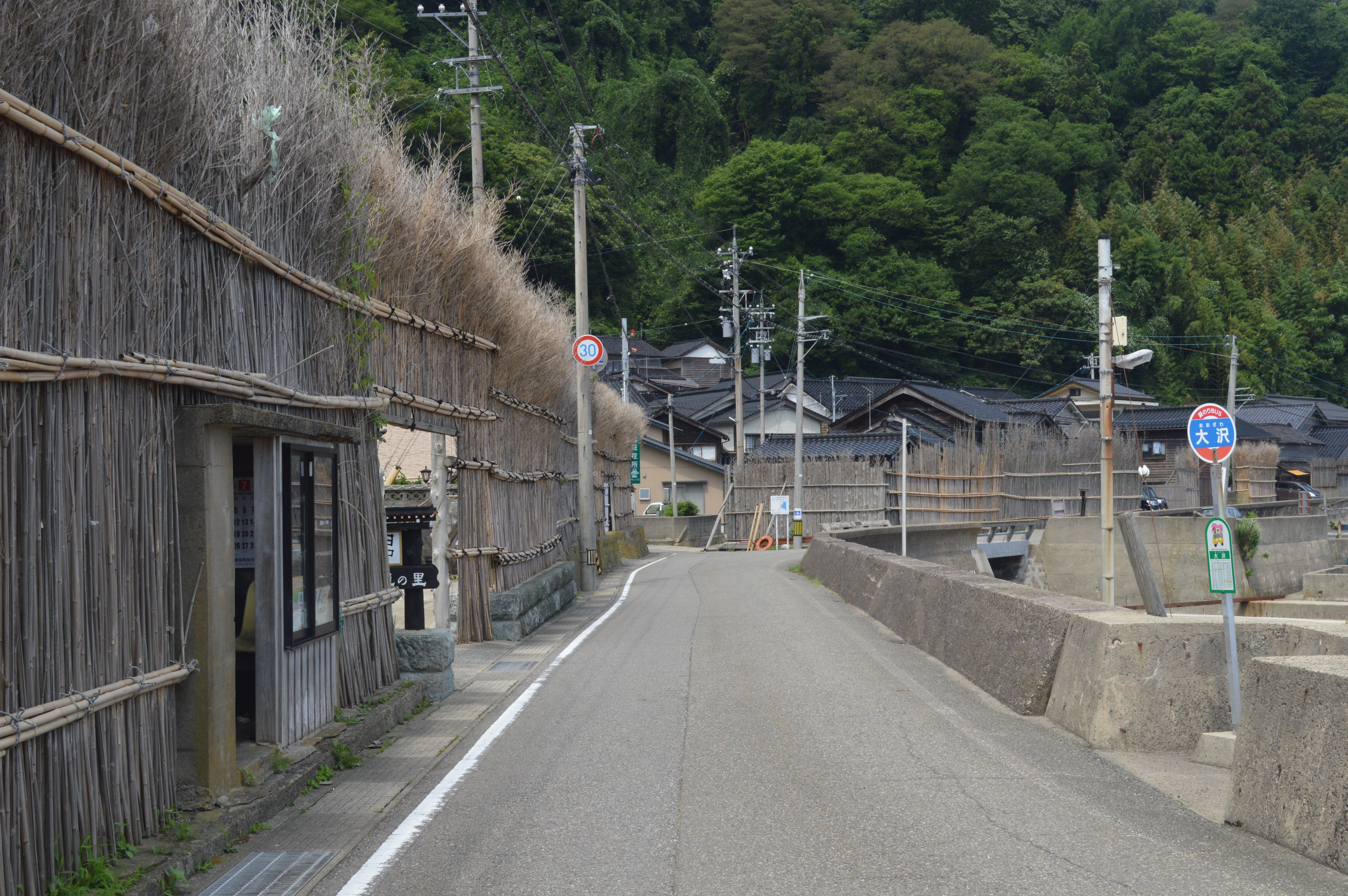
大沢（外浦村）の間垣
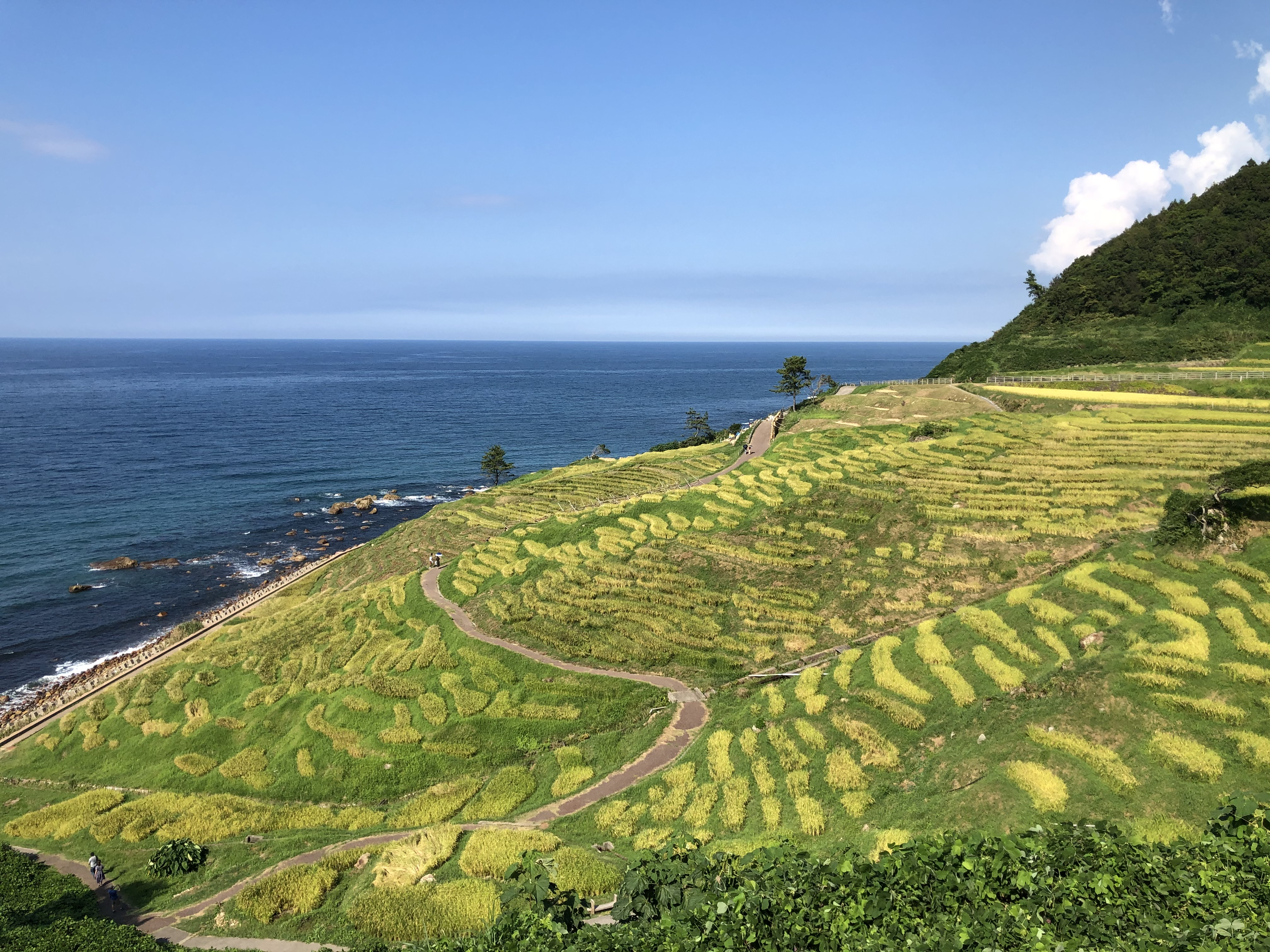
白米千枚田 （オープニング使用）
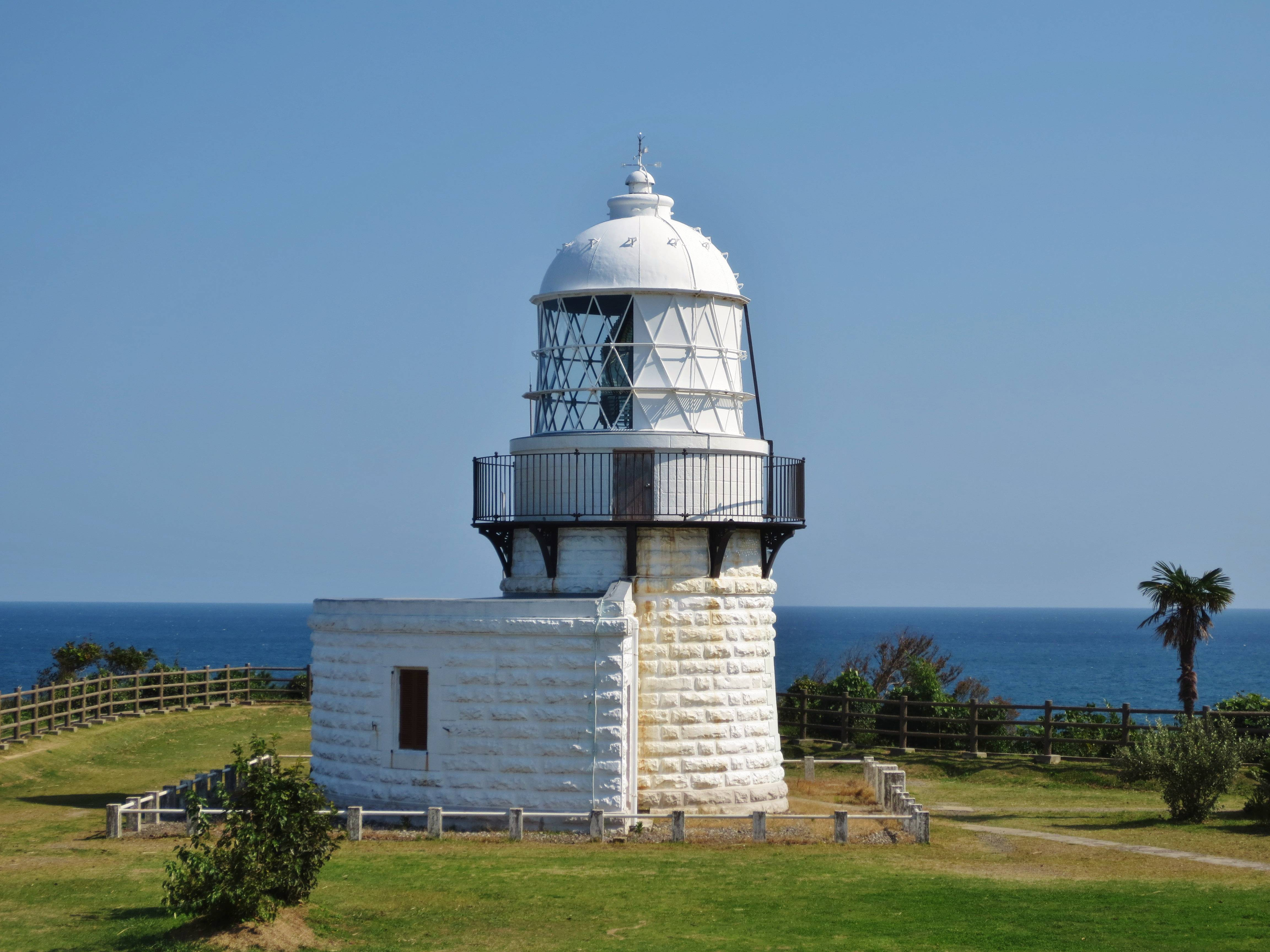
禄剛埼灯台 （オープニングの空撮）
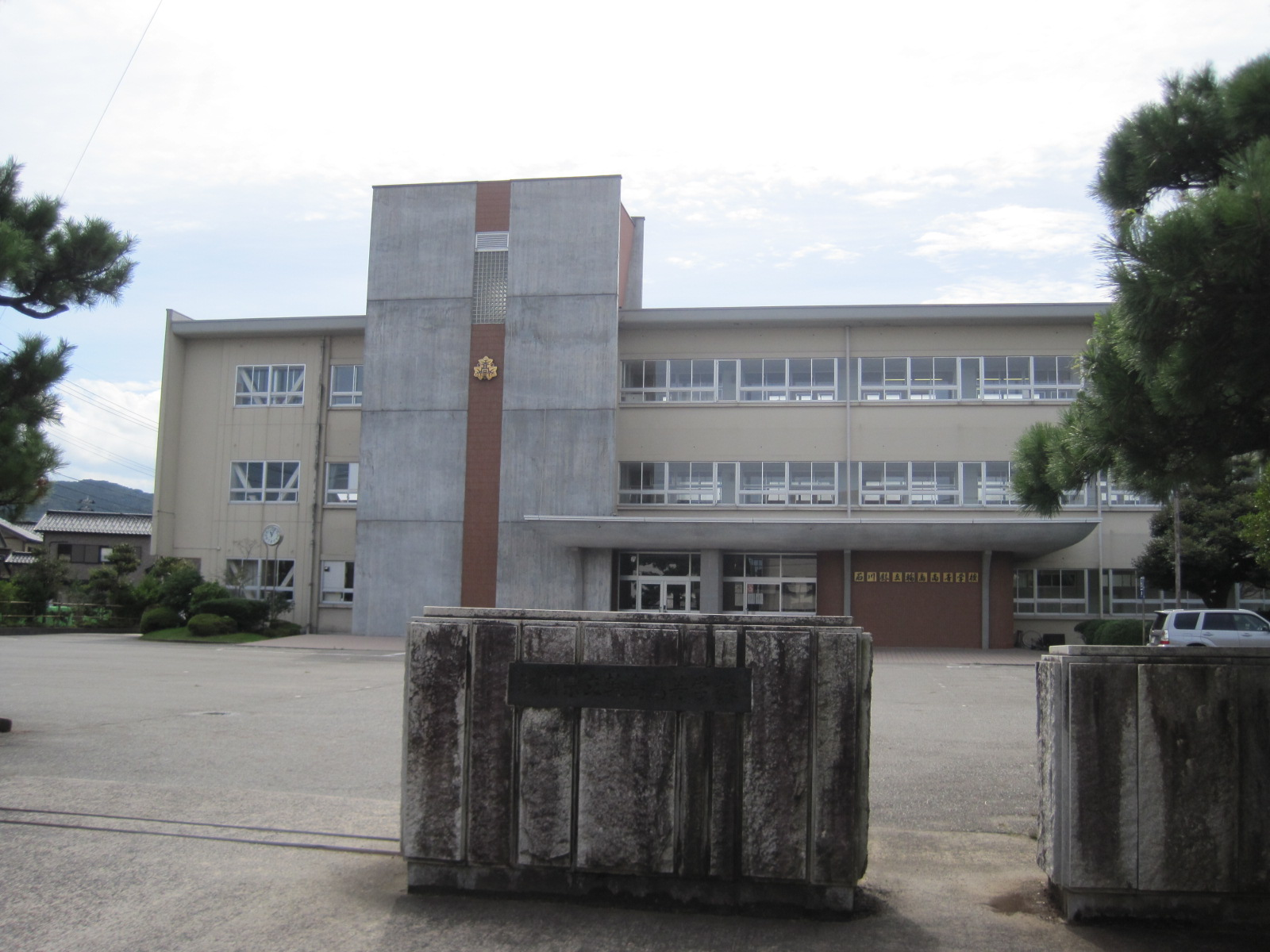
輪島高校
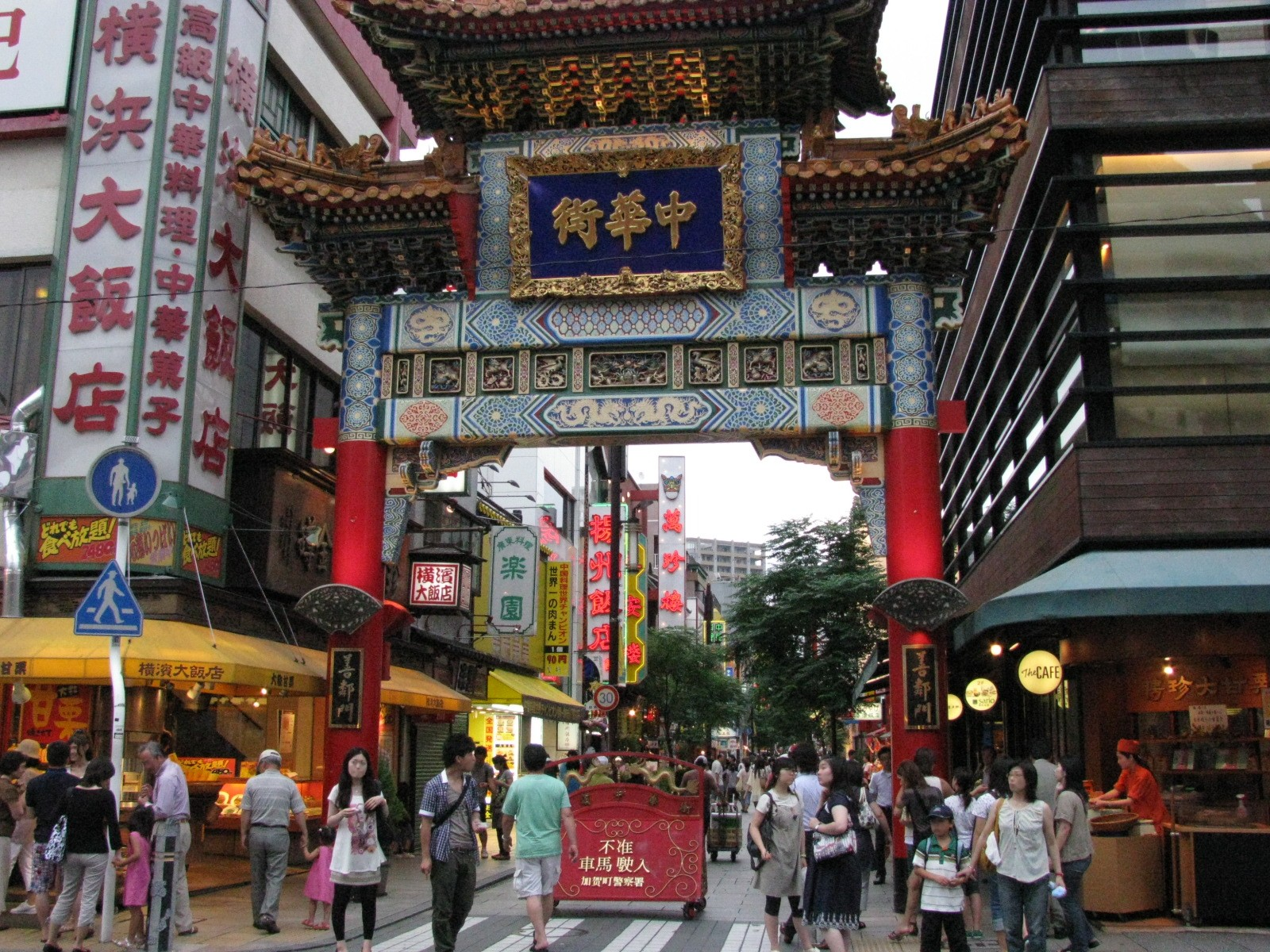
横浜中華街
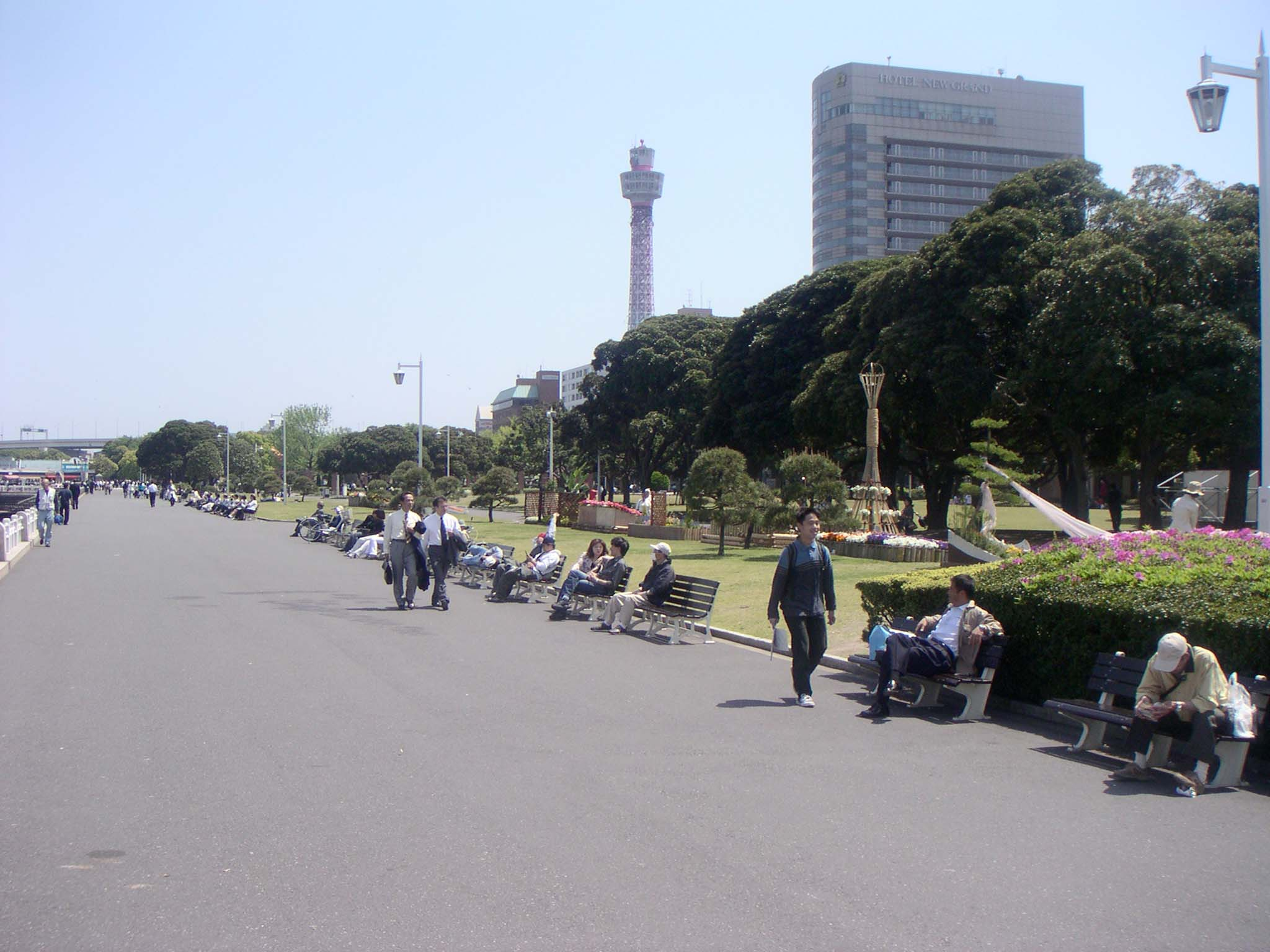
山下公園
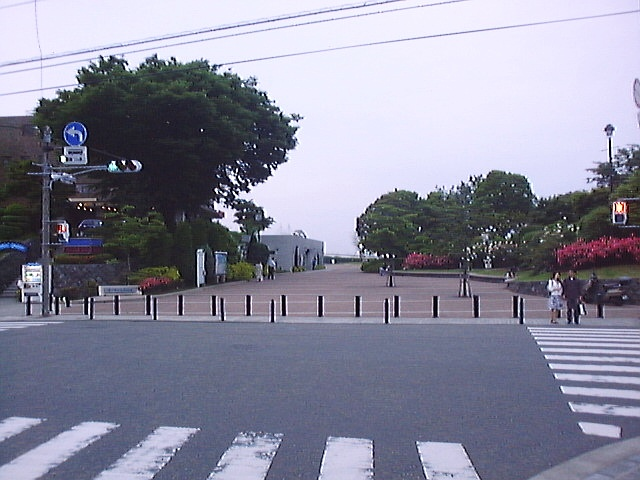
港の見える丘公園[21] （正面入口）
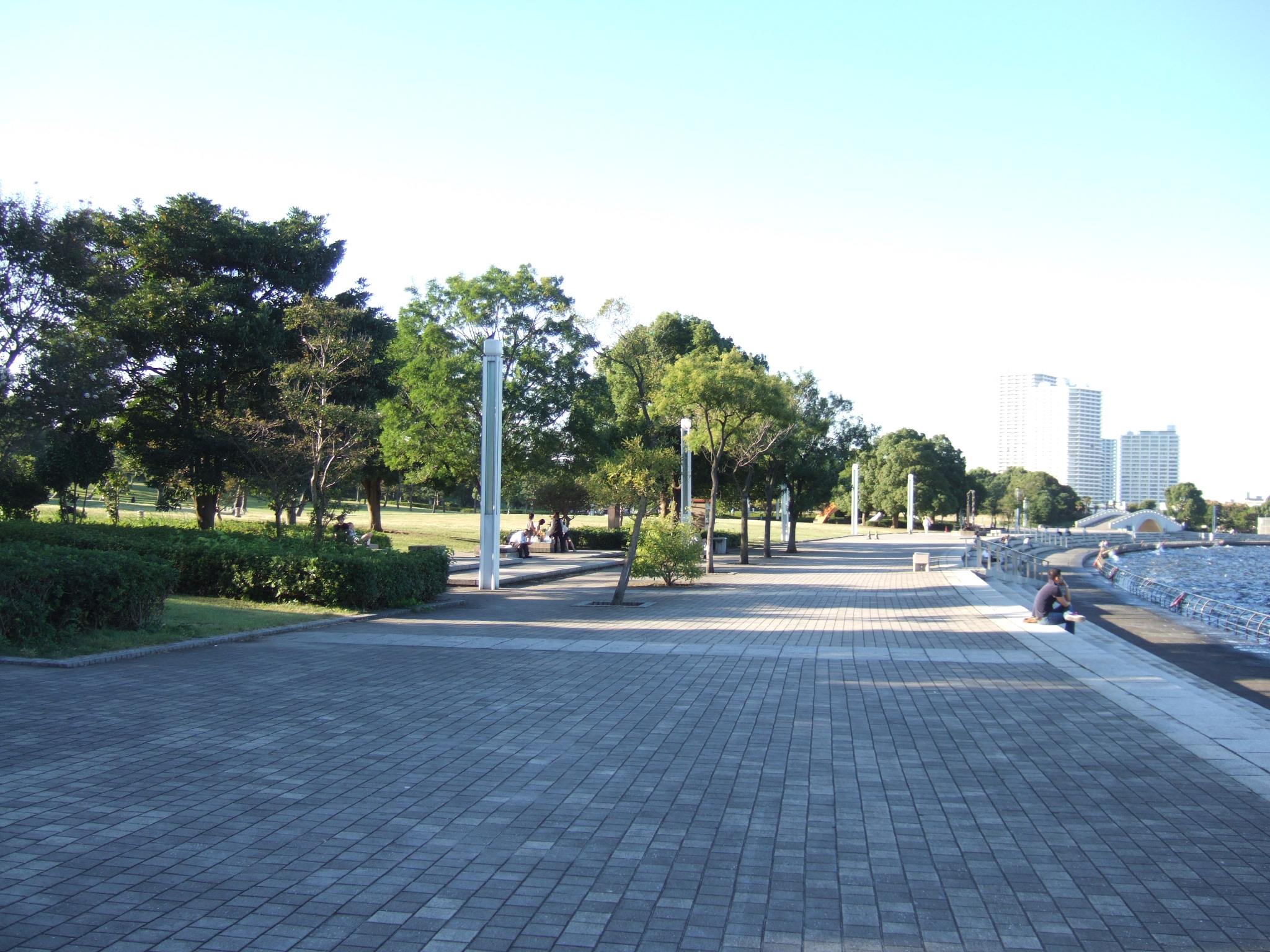
臨港パーク

## あらすじ
番組関係者の公式発表では、第1 - 6週を能登編、第7 - 17週を横浜編とするためこれに準ずるほか、第18週以降は再び能登を舞台にすることから本項では便宜上、第1 - 6週を能登編（第1部）、第18週以降を能登編（第2部）とする。

### 能登編（第1部）
1994年（平成6年）、東京で生まれ育った10歳の津村希は夢を追う父・徹に振り回される苦労のため子供ながらすっかり夢を持つことが大嫌いになり、幼児期に抱いていたケーキ職人への夢を封印する。そして津村一家は父の事業失敗に伴って夜逃げ同然で東京から能登半島の外浦村へIターンする。当初は土地の生活になじめず先の生活に不安がよぎった希だったが、居候先の老人桶作元治の地道な塩田作業に感動し、更に方言を習得する努力をして周囲から認められ、この地で再び幸せな家庭を取り戻す決意を固める。しかし父はほどなく東京へ出稼ぎに行ったきり家に戻らなくなり、希は母・藍子と弟・一徹との3人で桶作家に世話になりつつ生活し7年の月日が過ぎる（第1週）。
2001年（平成13年）、高校3年生になった希は輪島市役所職員を目指しつつアルバイトと家の手伝いで津村家を支える。ある日、東京で夢破れた父が再び姿を現わす。希は父に対し複雑に思う一方、再会した友人・紺谷圭太をはじめ純粋に夢を抱く人々に輝きを感じるようになる。交際を申し込んできた圭太から熱く夢を語られ蕁麻疹が出た希は、彼の「やってみなければ分からない」との言葉が気にかかりケーキコンテストに挑むが結果は惨敗。希は審査員の池畑大悟が発した厳しい言葉を受け止めてケーキ作りは趣味と割り切り、輪島市役所への就職を決める。2002年（平成14年）春、高校の卒業式を終えた希はようやく圭太に告白の返事をしようとするが、彼がすでに友人・蔵本一子と交際を始めたことを知る（第2 - 3週）。
希は産業振興課移住定住班に配属。移住者から押し付けられるわがままに困惑し、仕事に私情を挟むことへの上司や先輩から苦言を呈され、さらには移住体験ツアー企画運営中に発生した輪島塗業界を揺るがす事件などに四苦八苦する一方、目の前にある熱い思いを応援する仕事にやりがいを覚えていく。そんな中、祖母でパティシエのロベール幸枝と初めて出会いケーキ作りの手ほどきを受ける。希が家族のために夢を封印していることやパティシエになる運命を持っていると悟った幸枝は、公務員を辞めてパティシエを志すことを強く勧める。さらに幸枝と和解した藍子からも背中を押された希は「世界一のパティシエ」になる決意をする（第4 - 6週）。

### 横浜編
輪島市役所を退職した希は、自分の夢の原点でもある5歳時のバースデーケーキを製造販売したと考えられた店で修業するため横浜へ向かう。しかし、その店のケーキを食べ味に納得できない希は採用を辞退。横浜じゅうのケーキを食べ歩いた末にかつて挑んだケーキコンテストの審査員・池畑大悟が営む「マ・シェリ・シュ・シュ」のケーキに感動し修業先と決める。気難しい大悟は当初弟子入りを断るが、従業員に欠員が出たことから希を1か月の試用ながらも雇用する。しかし自らのルセットを先輩・浅井和也へ譲ったことを理由に不合格となり解雇されたうえ、両親の離婚問題を聞きつけて希は帰省。そこで覚悟を決めて新たな道を踏み出した人々を見て再び大悟に修業を乞うため横浜に向かう。大悟は倒産目前にある店の存続を賭けた「料理の巨人」出演で、気弱になっていた自分へ覚悟をさせた希がメレンゲ作りを会得したのを機に本採用する。希はその後修業を重ね数か月後には単独でケーキ作りを任されるまでに成長する。また修業開始と同時期に出会った大悟の長男・大輔から見初められ、泥酔状態でファーストキスを奪われたことなどから当初彼に悪印象を抱いていたものの紆余曲折を経て惹かれていき交際を決意。しかし、夏の成人式で帰省した希は一子と別れた圭太に心奪われる。希は板挟みの苦悩を経て大輔との交際を解消し、圭太に思いを告げる（第7 - 13週）。
圭太と両思いになるも「年季明けとなる2年半後まで互いに会わず修業に専念」という彼の提案を受け入れた希は、2006年春に圭太から遠距離結婚前提で求婚され彼の年季明け式後に入籍。同時期にスーシェフへ昇格し、再会した幸枝から庶民性が客の心を惹きつけていると評されるとともに自分の作りたいケーキを探求するよう助言される。その矢先に嫌悪感を抱かれていた一子から人生の成功を賭けたスイーツ対決を持ちかけられ、結果は安くて美味しいをコンセプトとした一子の勝利となるものの立ち会った大手コンビニチェーン部長は希の作ったスイーツを評価。対決後に2人は和解する（第14 - 16週）。
2007年5月、希は大悟からフランスでの修業を打診される。一方、事業を立ち上げるまでに成功した徹は横浜で藍子との新たな生活準備を始めるが、融資保証人が粉飾決算で逮捕されたことから資金繰りに詰まり自己破産を選択する。そんななか、圭太が過労で倒れた連絡を受け能登に駆けつけた希は、弥太郎の入院に伴い圭太がトラブル解決に奔走していたことを初めて知る。希の機転で回復した圭太からも渡仏を是認されるが、混濁する現場を察した希はパティシエ修業を中断し能登への帰郷を決断する（第17週）。

### 能登編（第2部）
大悟は憤り希の決意を受け入れなかったが、妻・輪子に説得され退職を認め、はなむけに自身が長年愛用するナイフを贈る（第18週）。
帰郷した希は、次期紺谷漆器当主の女将修業に専念。同じく藍子とともに能登に戻った徹は、希の反対をよそに希のケーキ店開業を企画していく。しかし、時期同じくして元部下から脅迫を受け、多くの社員とその家族を不幸にしたことに気付いた徹は失踪。残された手紙と企画書から徹の本心を知った希は資金の調達に苦労しながらも「プチ・ソルシエール」を開業する。オープン初日は完売するほどの盛況を見せるが、間もなく赤字に陥る。希は店舗運営に試行錯誤する中、2008年1月1日に双子の妊娠が判明し産休により店を一時閉店、同年8月10日に匠と歩実を出産する。育児と仕事の両立に悩みながらも周囲の協力により態勢を整えて11月に店舗を本格再開後、かつて来店した旅行客のブログに紹介されたことがきっかけで売り上げは徐々に伸びていく（第19 - 22週）。
2015年4月に希と圭太の一家は桶作宅に転居し、匠と歩実は小学校に入学。「プチ・ソルシエール」に雇ったアルバイト店員・沢沙耶との出会いにより希は「世界一のパティシエ」という自身の目標を思い出す。育児を通して能登帰省後の8年は無駄な経験でないと確信を持った希は、目標への腕試しとして地元ローカル番組が主催するコンクールに挑戦するが落選。横浜時代の先輩である審査員の矢野陶子からブランクを経た現状を酷評され苦悩の末に母親をテーマに新たなケーキを次回コンクール用に完成させるが、相撲大会に挑む子供たちの応援を選択しコンクールを放棄する。しかし沙耶により未完成作品がコンクール会場に持ち込まれ、結果は失格ながらも最高得点を博す（第23 - 24週）。
陶子から話を聞いた大悟が突然能登を訪れる。希の様子を確認し能登の食材を研究した大悟は、希を世界パティシエコンクールにエントリーする。出場準備が整った希は店のブログに届いた徹からの応援コメントを読み、複雑な思いを胸に後日コンクールへ向かう。そして会場で大悟も参戦することを知らされた希は、競技終了直前に大悟から徹に関する重大な話を聞かされ予定外の作品を作り出す。結果は大悟が優勝し希は5位。大悟が希の結果を讃称する中、幸枝が現れ2人の健闘を称える。そして希に対し以前諭した「自身が作りたいケーキ」に到達していると評価する。能登に戻った希は、圭太との結婚式と自身ならびに匠・歩実の誕生日を祝うことになるが、祝典準備の最中に徹が8年ぶりに現れる。言葉に詰まる徹に対して希は「家族は一緒に居るだけで良い」と抱きしめ、一徹・藍子もそれぞれの思いをぶつけ徹を受け入れる。そして結婚式本番、花嫁衣装を身にまとった希は、参列した能登の人々に感謝を述べ、これからも大きな夢に向かって行くことを誓う。物語は自身の店でケーキを作り続ける希の姿で幕を閉じる（第25 - 26週）。

## 登場人物

### 主人公
津村希（つむら まれ）→紺谷希（こんたに まれ）
演 - 土屋太鳳（5歳時：渡邉このみ 少女期：松本来夢）
本作のヒロイン。1983年（昭和58年）8月10日生まれ。2006年春に紺谷圭太と入籍。2008年8月10日に双子の長男と長女を出産。
性格面では何事にも計画的かつ生真面目で「地道にコツコツ」をモットーにし、自分よりも他人のために頑張る気性の持ち主。しかし想いが強過ぎて時に相手から嫌われ反発されることもある。
5歳の誕生日に父が購入したバースデーケーキに乗っていた魔女姫人形（キッチンウイッチ）を常に大事に持ち歩く。同時にバースデーケーキが「家族の幸せ」の象徴であったことから幼少時はケーキ職人になることを夢見ていたが、父・徹の博打的な生き様に振り回されるうち他人の夢に対しても蕁麻疹が出るほどまでに夢に対して複雑な思いを持つようになる。
小学5年生の夏に夜逃げ同然の形で父（徹）・母（藍子）・弟（一徹）と共に外浦村へIターンする。当初は能登弁が不慣れであったが、蔵本一子との口論の中で流暢に話せるようになる。以後、一子を始めとする生まれたときからの幼馴染である同い年の5人組（紺谷圭太・寺岡みのり・角洋一郎・二木高志）に加わる形で家族ぐるみの親しい友人になる。
2001年には家計を支えるためにアルバイトを掛け持ちする高校3年生となり、金沢で開催されたロールケーキ甲子園北陸大会に参加するが、結果は敗退。高校卒業後の2002年4月に地方公務員になり、輪島市役所産業振興課移住定住班へ配属される。
就職から半年後、祖母・幸枝との出会いを機に世界一のパティシエを目指すため輪島市役所を辞め、横浜に向かい池畑大悟がオーナーパティシエの「マ・シェリ・シュ・シュ」で1か月の試用という条件ながら修業を開始する。クリスマスケーキのルセットを譲ったことを理由に一度不採用となるが、後に本採用合格になる。2006年春、矢野陶子退職により大悟からスーシェフを任命される。パティシエとしては味覚が非常に敏感な反面、美的センスが貧乏臭く幼稚で洗練されていないことから2007年5月に大悟からフランス修業を勧められる。しかし、圭太をそばで支えたいという気持ちからパティシエ修業を一時中断して「マ・シェリ・シュ・シュ」を退職し、紺谷漆器の女将修業を開始するも同年11月11日に自らオーナーパティシエを務めるケーキ店「プチ・ソルシエール」を開業する。以後はパティシエと女将修業を並行するが、周囲の協力により2015年には女将の仕事を免除される。

### 能登・外浦の人々

#### 津村家の人々
津村徹（つむら とおる）
演 - 大泉洋
希の父。1957年（昭和32年）8月10日生まれ。家族を思う気持ちは強いもののデカイ夢をモットーに一攫千金で儲けようとする山師的な考え方で、過去に何度も職を変えたり事業を始めては失敗している(この事で希が小学生の時に希に号泣されながら叱責されてしまった)。ただし徹の考えに否定的だった希には度々夢を持つことの重要性を伝授し、希を公務員からパティシエへの転職へと導きケーキ店の開業へと貢献した。
外浦村へのIターンから2年目の秋に腰を痛めて塩田作業が出来なくなったことを家族に伏せ数か月の予定で東京へ出稼ぎに行き、そのまま友人とIT事業を始めるものの失敗し多額の借金が残る。返済後の2001年に6年ぶりの帰宅で家族と再会。2002年より輪島市役所へ派遣清掃員として勤務する一方で経営コンサルタントである安西隼人との出会いに触発され、貝殻ビジネスや幸枝のフレンチレストラン開業計画に便乗しようとしては計画倒れになる。
2002年のクリスマスに夢を捨て村に馴染む覚悟をするが、藍子から反対され離婚を切り出される。直後に上述する友人が東京で起業したWEB制作会社「LIVE GATES」への就職の誘いを受け、2003年1月に「3年後藍子へ改めてプロポーズする」と誓い渋々ながら離婚に合意した上で就職。その後は希と天中殺2階で同居。マ・シェリ・シュ・シュが倒産の危機に瀕した際には取引先の雑誌記者に取材依頼をしたり、同店のホームページを制作するなど協力する。
2006年には自身が企画したグルメサイト「まいもんネット」の成功により「LIVE GATES」から独立し「@ my dream」を起業。藍子へ再プロポーズする。2007年5月に「@ my dream」の融資保証人である安西が粉飾決算で逮捕されたことから、人生2回目の自己破産を選択し会社を清算。藍子と能登へ戻り希のケーキ店開業を計画するが、「@ my dream」元社員山口に脅迫されて失踪する。
2015年、埼玉県所沢市で派遣清掃員の仕事をしていた際に大輔と遭遇するが、再び失踪する。しかし貝殻おじさんのハンドルネームで「プチ・ソルシエール」のブログに書込みをしたほか、山本の偽名で派遣清掃員として世界パティシエコンクール日本予選会場に現れるも大悟と遭遇したことから3度目の失踪をする。だが自身58歳の誕生日となる同年8月10日に能登へ帰郷する。
演じた大泉曰く、役柄の反響からか街中で「お前しっかりしろよ！」と言われたという。
津村藍子（つむら あいこ）
演 - 常盤貴子（幼少期：采沢真実）
希の母。旧姓は山本で1957年6月9日生まれ。明るく人懐こい性格で、地域の人々ともすぐに打ち解ける。若いころは引越し屋やヒーローショーの着ぐるみ出演などをしていたこともあり、見かけによらず力持ち。ダーツで能登へのIターンを決めるなど大胆な面がある。
小学生時代に母が渡仏し戻らなくなった後に父が別の女性と再婚し家に居づらくなったことから、高校卒業後より一人暮らしを始めた。このため独身時代は暗く孤独であったが、1980年（昭和55年）に強くなりたい思いで通っていたボクシングジムの出入り業者であった徹と出会い、彼の大きな夢を聞くのが楽しくなり交際を経て結婚。
徹に対しては、呆れるそぶりを見せながらも夢に賭ける姿が好きで見守り支える。出稼ぎから6年ぶりに家へ戻った際には愛想が尽き離別を言い渡すも、夢半ばで諦める徹についての不満を吐露。さらに出稼ぎの真相と徹がプロポーズの言葉を気にし続けていることも知り、徹を許し家族として再び受け入れる。
母・幸枝と夫の生き様から子供たちには夢見ることを反対してきたが、母と2002年に再会し紆余曲折を経て長年の蟠りが氷解したことで考えを改め、希の転職を認め快く送り出す。
2003年1月、能登に根ざして生きる「土の人」になる願望と徹を離れて応援することが最善と考えて離婚。紺谷漆器でアルバイトを始める。2006年に徹が再プロポーズした際に離婚届を提出していなかったことを謝罪する。同年夏横浜へ移り徹・希とともに暮らすが、翌2007年には徹が2度目の自己破産をしたため再び能登へ戻る。
津村一徹（つむら いってつ）
演 - 葉山奨之（4歳時：杉園啓仁 、幼少期：木村聖哉）
希の1歳年下の弟。外浦村にIターンしてからすぐに友人が出来て能登弁にも慣れ親しむ。冷静沈着で客観的な性格であり、6年ぶりに徹と再会した際には不甲斐なさに内心は憤りながらも表向きは親切に接する。また2度目の失踪を決めた徹を引き止めなかったことに後悔し、大輔からの目撃情報を受けて自身で捜索を行うほか、「プチ・ソルシエール」のブログに希がコンクールへ挑戦する内容をアップし、徹からコメントが入るよう仕向ける。
2001年の時点では、姉たちと同じ高校に進学し野球部の戦略担当をする。移住体験ツアー参加者の高槻との出会いを機にアルバイトで貯めた金で中古パソコンを購入し、インターネットに傾倒していく。高校卒業後は大学に進学せずデイトレーダーとして生計を立て、希の同級生であるみのりとの結婚を宣言。2003年春に入籍。2007年、妻の妊娠と元治の現役引退宣言をきっかけに元治の製塩業を継承する。
寺岡みのり（てらおか みのり）→津村みのり（つむら みのり）
演 - 門脇麦（幼少期：水野あやめ）
希の同級生。子供のころから言葉を滅多に発さない高志の言いたいことを読み取り通訳代わりをする。高校卒業後は「奥能登農業協同組合」に就職し、2007年時点では輪島支店貸付課に所属。普段の穏やかな性格とは一変し、客への審査が厳しいことから「融資の鬼」の異名を持つ。
地元で結婚し家庭を持つことを夢見ており、高校生だった一徹と密かに交際し、2002年の大晦日に彼の卒業と同時に結婚することを宣言する。当初は両親らから反対を受けるが、過去に流産経験がある母を思いやり「9人子供を産む」決意をしたことを打ち明け説得する。2003年春に入籍し一徹の妻になる。このため希の義妹になる。2007年、第1子を妊娠。同年12月に徹志を出産。
スピンオフ前編『僕と彼女のサマータイムブルース』の時には、第2子を妊娠していた。
津村徹志（つむら てつし）
演 - 髙橋來（10ヶ月：三上颯太）
第127回より登場。一徹とみのりの長男。匠・歩美兄妹のいとこで希の甥。2007年12月18日生まれ。
ロベール幸枝（ロベール ゆきえ）
演 - 草笛光子
第29 - 36・88 - 90・153回に登場。希の祖母ならびに藍子の母で有名パティシエ。ジュリアンと再婚したためロベール姓であり、旧姓は山本。
若年期に世界一のケーキを作る夢を抱きフランスでパティシエ修業をするが、恋に落ちて結婚し帰国。藍子誕生後は家事育児に専念するが、元の修業先から呼ばれて夢を諦めきれずに家族を置いて再渡仏。その後フランスで自らの店を開店する。またフランス修業時代の大悟が弟子入りしたため師弟関係にある。
このため藍子とは不仲となり、婚約の報告を受けたことを機に和解の兆しが見えたものの結婚披露宴を当日になって仕事を優先して欠席したため憤った藍子から親子の縁を切られる。
2002年に挫折し店を畳んで外浦を訪れ徹・藍子と20年以上の時を経て再会。孫の希・一徹とは初めて対面する。能登を気に入りフレンチレストランの開業を検討するが、希との交流やキッチンウィッチ（魔女姫人形）との再会を経て、藍子に母としての素直な思いを伝えたことでパティシエとして復帰する気力を取り戻す。
2006年には一時帰国し「マ・シェリ・シュ・シュ」を、2015年には世界パティシエコンクール日本予選会場を訪れる。
ジュリアン
演 - サントス・アントワーヌ
第36回に登場。幸枝の夫。フランス人で帰国した幸枝を追いかけて来日し津村家と初対面。その際に幸枝が20年前の結婚披露宴招待状を今でも宝物にしていることを津村家に明かす。

#### 桶作家の人々
桶作文（おけさく ふみ）
演 - 田中裕子
1994年当時は既に塩田農家であったが、かつては民宿も営んでいたことから周囲に勧められ渋々ながら家賃の支払いや塩田でのアルバイトを条件に宿無しだった津村家を引き受ける。当初は淡白な態度を示すが7年後には実の家族を凌ぐほどの絆を構築する。
意地っ張りな性格で自分の生きる場所は自分で守ることを信念とする。高校時代の希と圭太が付き合うかどうかで村中で賭けとなった際には「一番儲かる」という理由で胴元になったり、息子家族への宿泊費や津村家の再入居に敷金礼金を請求するなど金銭に対してはドライな面を持つ。
18歳の時に元治と結婚。ただし、結婚に至るまで、かおる（4代目紺谷弥太郎）を含めた三角関係になったことから「魔性の女」と外浦の人々から称されたこともある。
桶作元治（おけさく がんじ）
演 - 田中泯
文の夫。普段は寡黙で代々伝わる塩田での塩作りに精を出しているが、夏祭りが近づくと性格が豹変して祭りのことしか考えなくなる。
かおるの見合い相手であった文を奪い結婚した過去を持つ。
2007年、製塩業から現役引退することを宣言する。
桶作哲也（おけさく てつや）
演 - 池内博之
第19回より登場。文と元治の息子。東京で生活をしている。2021年に勤務先をリストラされ、翌年4月に妻と二人の娘を連れて帰省。その夜に塩田を潰してカフェを開く話を元治と文に持ちかけるが、猛反対された上に妻子の本心が2人に知れ険悪となり実家を追い出される。その後、希の文・元治に対する思いやりを知ったことや文の信念を見習い、再び東京でやり直すことを決める。
桶作しおり（おけさく しおり）
演 - 中村優子
第19回より登場。哲也の妻。外浦への移住や義親との同居に乗り気ではないが哲也のために猫をかぶり、同じく移住を不満がる娘たちを文に甘えさせ同居をせがむよう命ずる。しかし元治と文への説得が上手くいかず、その原因として津村家を邪魔者扱いする。
桶作友美（おけさく ともみ）
演 - 恒松祐里
第19回より登場。哲也・しおりの長女。2002年時点では高校2年生。
桶作麻美（おけさく あさみ）
演 - 浜辺美波
第19回より登場。哲也・しおりの次女。2002年時点では中学2年生。

#### 蔵本家の人々
蔵本一子（くらもと いちこ）
演 - 清水富美加（幼少期：愛川あおい）
希の同級生。本心と異なることを話すときは、必ず手をグーにする癖がある。
能登での暮らしを嫌って東京に憧れを抱き、2001年夏の高校3年時にモデル事務所スカウトマンの勝浦マコトに声をかけられて以来、上京を目指したびたびモデルオーディションを受けるが合格には至らず、内心ではライバルたちのレベルの高さに自信を無くし、理容学校に通いながら地元で留まり続ける。また高校卒業とほぼ同時期に、希に返事を保留されている圭太に告白して交際を始め、希には事後通告する。
夢を実現させるために行動を起こしたみのりに触発され、2003年初頭に親戚がいる大阪へ移住しアパレル店員になる。同時に圭太へは別れを告げるものの彼の希望で交際は継続し遠距離恋愛になる。しかし大阪での生活が楽しくなり互いに価値観や考え方でズレが顕著となり、破局する。やがて大阪出身者が店長を務める東京のアパレル店スタッフになるが、半年で閉店したため失職。その後も東京に残留し、再びモデルを目指すも挫折。生活のため源氏名「ありさ」でキャバクラ「Belle de jour」に勤務する。しかし2006年春にはファッションをテーマにした自身のブログを開設し引き続きアパレル業界勤務を装い、さらに同年夏ごろからはスイーツブログ「わんこのスイーツ工房」を開設。「マ・シェリ・シュ・シュ」を酷評・挑発しカップスイーツ対決を申し込み、勝利によってブログ書籍化・菓子商品化・CM出演などを目論む。しかし出来レースによる勝利を自ら手放したため結果的には失敗する。2007年5月帰郷し、以後は東京でフリーライターとして活動を始め、取材等で頻繁に能登に戻るようになる。
希に対しては、転入したばかりのころに質問攻めをするが期待はずれな答えをすることからよそ者扱いする。高校時代以降には仲の良い友人になるが、交際中の圭太が希の言動に影響を受け共感する様子に苛立ちを感じるようになる。さらに圭太との破局後は希に対する嫌悪感が強まるが、それは愛憎半ばする複雑な想いによることをスイーツ対決後に明らかにする。以後は友情が復活し、希の帰郷後も連絡を取りあい何かとアドバイスをする。
『まれ また会おうスペシャル後編 一子の恋』では、25年間自身に想いを寄せていた洋一郎との関係に一応の決着を付け、物語終盤にSNS「フェイスノート」で婚活を始めようとしていた。
蔵本はる（くらもと はる）
演 - 鈴木砂羽
一子の母。美容師で美容院「サロン はる」を経営。東京への憧れから上京を画策する一子を危惧し、なんとか家業を継がせようとするが、一方で娘の意志を尊重し、東京での挑戦を応援する。
後述するコーラス・グループ「うみねこ座」のリーダーでもある。
蔵本浩一（くらもと こういち）
演 - 篠井英介
一子の父。恐妻家で何事もネガティブに捉える悲観的性格の持ち主。家業をほとんどはるに任せているいわゆる「髪結いの亭主」で、真人・慎一郎と共に「サロン はる」などにたむろしては雑談をしている。一子に対しては心配しつつ、父親として無条件に褒め称え肯定する。

#### 寺岡家の人々
寺岡みのり（てらおか みのり）
津村家の人々津村みのりを参照。
寺岡真人（てらおか まこと）
演 - 塚地武雅（ドランクドラゴン）
みのりの父で村一番の愛妻家。郵便局員であるが兼業農家も営む。
みのりと一徹の結婚宣言に当初は激怒し猛反対するが、みのりが結婚を急ぐ理由を知り最後は泣く泣く承諾する。
寺岡久美（てらおか くみ）
演 - ふせえり
みのりの母。家業となる兼業農家で農作業の他、桶作家で塩田作業の手伝いもしている。
みのりの結婚に当初は反対するが、上述する思いやりを知り承諾する。

#### 角家の人々
角洋一郎（かど よういちろう）
演 - 高畑裕太（幼少期：大嶋康太）
希の同級生。1983年11月生まれで相撲が得意。高校3年時には野球部に所属。卒業後は漁師になり父の元で働く。
幼少時以来一子にずっと片思いし、上京を望む彼女を引き止めようとする。一子が圭太と交際を始めても変わらず彼女を思い続けて2人の親密ぶりに嫉妬し、圭太が一子を傷つける行為をした際には激怒し殴りかかる。一子が2006年にブログを開始した際にはFishマンのハンドルネームでマメにコメント投稿する。同年春、旅行時にキャバクラで一子と再会した際は、心配して東京の一子宅に転がり込み帰郷を説得するなど、一貫して彼女を気遣い続ける。
2015年夏、一子からは「やっぱり無理や」とフラれ、『まれ また会おうスペシャル後編 一子の恋』にてSNSで知り合った、仁子（後述）とデートする事に。
角慎一郎（かど しんいちろう）
演 - ガッツ石松
洋一郎の父で漁師。地域の区長も兼任する。
早くに妻・和歌子を亡くし男手一つで洋一郎を育てる。

#### その他の能登・外浦の人々
二木高志（ふたき たかし）
演 - 渡辺大知（幼少期：土屋楓）
希の同級生。無口で影が薄い。劇中では歌う以外にほとんど話すことがなく、みのりや珍が代弁する通訳的存在となる。
高校進学後は希たちと共に手芸同好会に入部。卒業後は東京の大学に行きながらボーカル兼ギターでバンドに参加し、プロのロックミュージシャンを目指す。しかし希がパティシエ修業のため訪れた横浜で再会した時点で家族に内緒で大学を中退。「天中殺」でアルバイトをしながら、「little voice」として音楽活動をする。2007年夏にメジャーデビューし、2015年には俳優としても活動する。
徹の失踪後に藍子を心配し所属事務所に無断で能登へ帰郷。音楽をはじめたきっかけは藍子への恋心からであることを明らかにする。
希と圭太の結婚式からしばらくして、美南と一緒に能登へ帰郷。次第に美南へ惹かれている事に気付く。
後編では、「紺谷漆器」にて圭太たちと酒を呑んでいた際、自身が好きだったのは「藍子さん」だと告白。
小原マキ（おばら マキ）
演 - 中川翔子
「サロン はる」のエステティシャンでネイリスト。「うみねこ座」の中心メンバーとして活躍し、普段から歌謡曲をよく歌う。また恋多き女で夏祭りの度に付き合う男性が変わる。津村家よりも3年前の1991年に外浦の住人となったが、それ以前の経歴は謎とされた。
一子とは姉妹のように生活を共にしたことと昔の自分に似ていると感じる点から彼女の本心や言動を熟知。普段は能登弁を使うが、一子に厳しい助言をする際には標準語を使う。上京した一子の実情を誰よりも早く突き止めるが、自身は東京へ行かないと決めたことから洋一郎に直接説得するよう仕向ける。
歌手を目指して親の反対を押し切り田舎から上京し、役者志望の交際相手と同棲した過去を一子に明かし、夢を諦めた交際相手と婚約するが逃げ出して能登に来た過去を希に打ち明ける。この経験から「恋と夢は両立しない」が持論である。
2015年、祭りで知り合い交際を始めた恋人から東京転勤を機にプロポーズされるが、上述する経緯から断ろうとする。しかし一子が決起したうみねこ座たちの応援歌を受け、さらに自身がソロパートを歌う動画が東京で好評を得ていることが判明。この結果恋人からの願いを受諾するとともに青森県出身であることを明かし、外浦を離れる。

### 輪島市の人々

#### 紺谷家の人々
紺谷圭太（こんたに けいた）［5代目 紺谷弥太郎］
演 - 山﨑賢人（幼少期：山崎祐馬）
希の同級生で、のちの夫。輪島市の老舗塗師屋「紺谷弥太郎」の5代目当主。父の博之同様に生真面目な性格で感情が昂ぶるとグルグル歩き回る癖がある。
移住当初の希をよそ者扱いし冷たい態度を示すが、地域に馴染もうとする希の努力を知り和解。その後間もなく、金沢へ転校する。
7年後の2001年に父の転勤に伴い希たちと同じ輪島市の高校に転入し、高校卒業後は自分の夢である輪島塗の職人になる。修行開始時代は安西による輪島塗職人引き抜きの要因を作り、さらには他の職人に示しがつかないことを理由に4代目弥太郎から破門され、一子と東京へ駆け落ちしようとするが希に叱咤され許しを求め、一からやり直しを条件に修業再開を許される。
2003年からは修業の一環として古くなった輪島塗漆器類の修復を受けつける一方で、意気消沈する親たちを元気づけるためにうみねこ座のコンサートを企画運営したり、青年団復活など地域活性化に力を入れる。
輪島塗職人になることは自身の夢であったが、その決意は高校3年生時にひたむきな希を見たことによるものである。希との交際を申し込むが、返事を曖昧にされたまま高校を卒業。その間に告白してきた一子と交際しながらも希を気にかけ特別な行動を取り、一子を嫉妬させる。この結果、洋一郎とは殴り合いの喧嘩となり、文に「輪島の二股男」と揶揄されるようになる。2003年初頭に大阪に行った一子とは遠距離恋愛を続けるものの価値観や考え方の違いが顕著となり、同年夏開催される成人式の出欠で交際継続か否かを判断すると伝え、一子の欠席により破局。
2003年9月の輪島塗展示会がきっかけで希と両思いになるも、お互い仕事上一人前になるころの年季明けまで会わない誓いを交わし、2年半後の2006年春に希と再会するが、祖父から塗師屋の5代目襲名及び見合いを迫られ、破談騒動を起こした末に弥太郎に直談判して黙認を受け、希と遠距離結婚に至る。
紺谷匠（こんたに たくみ）
演 - 小山春朋（0歳：有山実俊）
第129回より登場。圭太と希の双子の長男で徹志のいとこ。2008年8月10日生まれ。
紺谷歩実（こんたに あゆみ）
演 - 横山芽生
第129回より登場。圭太と希の双子の長女。匠と同日生まれ。
紺谷かおる（こんたに かおる）［4代目 紺谷弥太郎］
演 - 中村敦夫
圭太の祖父。輪島塗の塗師屋「紺谷漆器」4代目当主で輪島漆器組合長。
死別した妻を心の支えに数十年来の独身者であるが、馴染みの水商売の女性を家に招いたり、亜美や藍子が弟子入りした際には上機嫌になるなど女好きである。一方で輪島塗修業を始めた孫の圭太に対しては師弟関係として厳しく接する。2007年5月に脳梗塞を発症したことから、現役引退を宣言。2015年にまさえと再婚。
職人修業時代には破門を言い渡される度に文のところへ駆け込み世話になったほどで頼みごとも断れない関係である。遊び仲間であった元治とは文を巡り関係がこじれて以来、犬猿の仲であるが、彼の製塩引退の心情を察し、二人で酒を酌み交わすなど友情が回復している描写もある。
紺谷やす子（こんたに やすこ）
演 - 藤本喜久子
第83・84回に登場。数十年前に他界したかおるの妻で仏壇に飾られた写真での出演。
生前について元治は「べっぴん」、文は「穏やかで懐が深く料理上手」と評する。
紺谷まさえ（こんたに まさえ）
演 - ひし美ゆり子
第133・135・146・149・156回に登場。かおるの後妻でかなえの母。
紺谷博之（こんたに ひろゆき）
演 - 板尾創路
圭太の父で弥太郎の息子。1957年3月1日生まれで激怒するなど感情が昂ると能登弁訛りで話しグルグル歩き回る癖を持つ。
幼少時に漆かぶれによる高熱で重体となった際に弥太郎が息子である自分よりも漆や塗師屋としての体裁を心配したことから軋轢が生じ家業を継がず輪島市職員になった。圭太が高校3年生の時に高校を止めて輪島塗職人を目指すと決めた際には猛反対し大学進学を勧め、2006年春の希へ求婚と塗師屋の後継問題で揉めた際には「希の夢を邪魔するな」と釘を刺す。希が産業振興課配属となった際には彼女の公私混同した仕事ぶりに部下の新谷と共に希に苦言を呈して影で酷評し、希が辞職する際に罵倒して詰る。この時清掃員として仕事していた徹が偶然にもこの場面を目撃し、博之のもとに駆けつけ謝罪するも徹も巻き込む形で罵倒した。また圭太と希が入籍する際にはネガティブな発言を繰り返す。
仕事面では、外浦村役場へ出向時の1994年には参加者不足を理由に夏祭りの中止を勧め元治たちと対立する。その直後に石川県庁への出向転勤を経て、2001年に外浦村合併後の輪島市役所へ復職。2002年の時点では輪島市役所産業振興課課長。2006年春には部長に昇進。このように何ら欠点がない様子から「次期市長候補」とキミ子に噂され、2015年に立候補し当選する。
紺谷直美（こんたに なおみ）
演 - 藤吉久美子
第105回より登場。圭太の母で博之の妻。
生家も塗師屋であることから、圭太の5代目弥太郎襲名を聞き自ら希の女将修業を買って出るが、圭太との結婚に関して何ら相談無く勝手に決めたこと・その後の生活も嫁としての自覚がないこと・期待していた博之と圭太の関係改善がはずれるなどの理由も含め希に対しては厳しく接する。しかし反面で圭太と博之には優しく甘い。

#### 紺谷漆器職人
中谷修（なかたに おさむ）
演 - 九内健太
職人を目指す圭太の兄貴分的存在。後述する経営コンサルタント安西隼人の画策により退職。
井田和彦（いだ かずひこ）
演 - 塩山誠司
リーダー格職人。
矢野陶子同様に仕事柄出会いが無いことに悩んでいる。
なお塩山は輪島ことば指導と兼任。井田役で出演の際には「井田和彦（輪島ことば指導）」でクレジットされる。
川端京子（かわばた きょうこ）
演 - 田根楽子
圭太と亜美の年季明け式目前に恋人からプロポーズされ神戸へ行くことを藍子に明かし2006年春に退職。
岡野亜美（おかの あみ）
演 - 梶原ひかり
彼氏と別れたばかりで人生にヤル気を失くした移住体験ツアー参加者として第25回より登場。「何となく」の理由で参加し、極度の偏食ぶりや希の作ったミルフィーユや輪島塗が何層にも塗りを重ねる理由を問いかけて周囲をいらだたせる。しかしその後「重ねる」ことの意味についてさらに深い疑問を抱くようになり、希から層の数が違うミルフィーユを何度も試食させてもらう。
意味を理解すると同時に輪島塗職人となる決意を固め弥太郎に弟子入りする。圭太が一旦破門されている間に弟子入りしたため僅かな期間差ながら姉弟子となる。2006年春に圭太と同時に年季明けを迎える。
田中悟（たなか さとる）
演 - 小野了
第133回から登場。2015年に入社した従業員。

#### 輪島市役所関係者
輪島市長
演 - 酒向芳
第18回より登場。
若林キミ子（わかばやし きみこ）
演 - 根岸季衣
第18回より登場。輪島市役所へ派遣されている清掃員で徹の先輩かつ指導係。役所内や地域の人々の事情に精通しており、市長とはタメ口で会話をするほどに親しく、新谷や徹からは「裏市長」と称される。
新谷浩介（しんがい こうすけ）
演 - 山本圭祐
第19回より登場。輪島市役所職員。産業振興課移住定住班に所属する希の先輩。希の公私混同した仕事ぶりに困惑し、上司の博之と共に希に苦言を呈した。
広瀬裕子（ひろせ ゆうこ）
演 - 南千尋
輪島市役所職員。希が職員採用試験の願書を取りに行った際の窓口担当者として登場。希の就職時には産業振興課に所属する先輩。

#### プチ・ソルシエール従業員・顧客
沢沙耶（さわ さや）
演 - 飯豊まりえ
第133回より登場。当初は常連客だったが、同店のアルバイト募集で採用された従業員。
「料理の巨人」で対戦する大悟を見て以来パティシエに憧れ、さらに希が大悟の元で修業したことを知って弟子入りを志願した。しかし両親からはパティシエになることを反対されて美容学校へ進学しており、通学せずに店で働いていたことを希に諭され、親を説得して退学。本格的な修業をはじめる。
実務面では接客のほか希の助手も務めており、希が棄権したコンクール用の「ドゥ・ヴィ」を会場へ持ち込んだ際には最後のデコレーションを行うなど作成にも関与する。またスマホで希が作成するケーキの動画撮影も担当する。
橋本朝子（はしもと あさこ）
演 - 細野今日子
第124回より登場。開店時からの常連客。当初は絶賛するが、価格の高さに購入を我慢するようになる。マルジョレーヌも価格の高さに当初は購入を躊躇うが、食べたいという気持ちから購入する。
波多野都（はたの みやこ）
演 - 本上まなみ
第128回に登場。妊娠中に輪島観光で来店した雑誌編集者。

#### その他の輪島市の人々
小野
演 - 諏訪太朗
希が高校時代アルバイトしていた「朝市食堂まいもん」のマスター。
2007年店を畳み希へ譲渡しケーキ屋開業を提案する。
担任（たんにん）
演 - 水野直
第2・3週のみに登場。希たちが通学していた高校の担任教師。
田中光男（たなか みつお）
演 - 田中卓志（アンガールズ）
第13回に登場。2001年の夏祭りでマキと知り合った恋人。
かなえ
演 - 橋本マナミ
第14・82・133回に登場。スナック「崖っぷち」のママ。輪島塗やその工房を見るため弥太郎宅を訪れていたところに弟子入り志願しに来た圭太と顔を合わせる。
京極ミズハ（きょうごく ミズハ）
演 - 内田慈
第19 - 24回に登場。本名は山田典子（やまだ のりこ）。2002年3月に東京から輪島市へ移住してきたシタール奏者。
移住定住班に対して家の前に御裾分けの野菜を置かれる風習に馴染めず苦情を入れる。自身のソロコンサートの企画と運営を希に丸投げするなどわがままばかりの押し付けについて希から叱責される。しかし提案を受け入れて地域の春祭りで演奏を披露し成功を収め、希に感謝の言葉をかける。
福田裕司（ふくだ ゆうじ）
演 - つぶやきシロー
第31回に登場。栃木県からの移住者。能登産食材による料理を提供する「農園レストラン福田」の経営者。元治が製造した塩も使用する。
葛西（かさい）
演 - 星田英利
第99・106 - 108回に登場。輪島塗の蒔絵師。圭太の力量を疑問視し、フランス陶器とのコラボレーションとなる陶胎漆器計画に反対する。しかし圭太の熱意に負けて最終的には協力する。
遠藤忠雄（えんどう ただお）
演 - 渡辺哲
第106 - 108・134・146・149回に登場。輪島漆器組合長。
古川麻由子（ふるかわ まゆこ）
演 - 筧美和子
第115 - 118回に登場。洋一郎の見合い相手。一子への思いが強すぎる洋一郎を察して縁談を断る。
古川千佳子（ふるかわ ちかこ）
演 - 藤あや子
第116 - 118回に登場。麻由子の母。麻由子と洋一郎の見合いに同行するも慎一郎に一目惚れしてしまい後日見合いを行う。しかし慎一郎の亡妻への思いを察し茶飲み友達として付き合うことになる。
福島（ふくしま）
演 - 小杉幸彦
第122・123回に登場。みのりの同僚の融資担当職員。

### 横浜の人々

#### 池畑家の人々
池畑大悟（いけはた だいご）
演 - 小日向文世
フランス菓子店「マ・シェリ・シュ・シュ」のオーナーパティシエ。横浜生まれで2006年の時点で58歳。輪子とは子連れ同士での再婚。パティシエとして華やかな経歴を持ち、フランスでは希の祖母であるロベール幸枝の下で修業。「巨匠」とも呼ばれる反面、職人気質で頑固一徹な性格であり、それてプライドが高いため些細なことでも機嫌を悪くする程であるのため後述する問題点がある。極度のあがり症であるためマスコミを嫌い出演を断り続けてきたが、倒産の危機に瀕した際には店の存続のためと割り切り雑誌取材やテレビ出演を受諾する。
希とは第16回でロールケーキ甲子園審査員の1人として出会い、彼女の作品を酷評し冷たくあしらう。弟子入りも当初は門前払いにするが、考案したルセットを浅井へ譲ったことによる解雇や料理対決番組でのメレンゲ作りを経て正式に認める。やがて希の才能を見出してスーシェフに抜擢し、フランス修業を命ずるまでになる。2015年、陶子から回を聞き能登を訪れ、希を世界パティシエコンクール日本予選にエントリーさせ、ライバルとして自身もエントリーする。
先述のように職人気質で頑固一徹な性格であり、そしてプライドが高くて些細な事でもすぐ機嫌を悪くする程である。そのため相手がどんなパティシエであっても妥協を一切許さず、特にいつまで経っても腕前が上達しない浅井を何度か解雇しようと考えてはいるが、彼は勉強熱心であるためそんな彼の解雇処分は見送りとしている。
池畑輪子（いけはた わこ）
演 - りょう
第39回より登場。大悟の後妻。横浜中華街の路地裏にある中国料理店「天中殺」オーナーで趣味は麻雀。別料金で請け負う占いが得意で行列が出来るほどの評判である。
池畑大輔（いけはた だいすけ）
演 - 柳楽優弥
第42回より登場。池畑夫妻の長男。大悟の連れ子で趣味は釣り。2002年の時点で28歳。司法書士で、取引先からも「若いのに頼りになる」と評価されているが、友人の事務所で半年働き必要な金を得てあとの半年は遊んで暮らす生活を送る自由人である。血の繋がらない妹・美南の自身に対する恋心に気付いて以降は距離を置くため家族とは天中殺建物内2階で別居状態にある。クリスマス前の繁忙期にはマ・シェリ・シュ・シュを手伝う。
希入寮初日の深夜に酔って部屋へ上がり込み、彼女に一目惚れしてファーストキスを奪ったことがきっかけで、後述する理由から「ゴン太」の別称が付く。
幼稚園児時代に体験した初恋相手の幼稚園教員の影響から方言を使う女性に弱い。このため能登弁を語る希にちょっかいを出し、ケーキ創作のヒントを与えたり気分転換に外へ連れ出したりする。2003年のバレンタインデー直前には希に告白し交際を申し込む。パティシエとしての感性を磨く外食への誘いや密かな気遣いで希の心を惹きつけるも、パプアニューギニアに住む知人が経営する民宿を手伝うことになり交際は保留。同年9月に帰国し希の気持ちを確かめ交際を開始するが、それまでの間に圭太への片思いを自覚した希に交際解消を求められる。2番目の存在でも良いと交際継続を希望するが、輪島塗展示での2人の様子を見て身を引くことを決断。以後は、圭太の嫉妬心を煽りつつ友人の立場で希を支える。
2015年、能登を訪れ圭太と一徹に失踪中の徹を目撃したことを伝える。
池畑美南（いけはた みなみ）
演 - 中村ゆりか
第43回より登場。池畑夫妻の長女。輪子の連れ子で2002年の時点で大学生。横浜中華街で太極拳を教えており希や大輔を投げ飛ばすほどの技量を持つ。クリスマスは家族一緒で過ごせないなど多少の不満を持ちながらも、大悟の仕事に誇りを持ち積極的にマ・シェリ・シュ・シュで接客を手伝う。同い年の希に親近感を持ち親切に接し「希ちゃん」「美南ちゃん」と呼び合うほど親しくなる。
幼いころから大輔に対して密かに想いを寄せ結婚願望を抱くものの2003年に彼の思いを知り失恋する。このため希とは一時的には険悪な関係になったこともある。
2006年春の大学卒業後は、引き続きマ・シェリ・シュ・シュで接客を手伝いながら兄と同じく司法書士を目指す。
2015年夏、司法書士試験に失敗し、婚約者とは婚約解消となってしまうという不幸に見舞われ、輪子の占いを頼りに高志と能登へ。紆余曲折の末、高志と交際がスタート。

#### マ・シェリ・シュ・シュならびに天中殺の従業員・関連業者
浅井和也（あさい かずや）
演 - 鈴木拓（ドランクドラゴン）
第40回より登場。希の先輩パティシエ。希より勉強熱心であるが仕事の腕前はいつまで経っても上達せず以前の修業先は6年で解雇され、それを機に大悟の元へ修業をしにやって来る。さらには年下で仕事歴が自分よりも短い陶子には呼び捨てにされ部下の立場に甘んじ、後に希にも彼女がスーシェフに抜擢されたため追い抜かれる（いつかはスーシェフになるのを夢見ていたが、仕事の腕前がいつまで経っても上達しないためなかなかスーシェフに抜擢されなかった）。しかし希に対しては陶子の手前から距離を置こうとするが、熱意と押しに弱く質問に対して丁寧に答えるなど面倒見がよい。しかも相手がいくら自分より年下であってもほぼ敬語で話す。仕事の腕前がいつまで経ってもなかなか上達しないため大悟が営む「マ・シェリ・シュ・シュ」も何度か解雇されかけるが、勉強熱心であると言う事などがきっかけで解雇までされずに済んでいる。
2007年、客足が落ち込んだ「プチ・ソルシエール」を手伝うために能登へ訪れる。大悟から「そろそろ行き詰る頃だから行ってこい、腹を括ったら帰って来い」という回を伝えて横浜に戻る。
矢野陶子（やの とうこ）
演 - 柊子
第40回より登場。希の先輩でスー・シェフ・パティシエ（二番手）。アラサーであるが、朝から晩まで多忙な職業柄から男性との出会いも無く何年も恋人がいない。このためイケメン好きで出会いに心をときめかせるほか、休日には精力的に合コンへ参加する。
過去に根性論を振りかざす人間から痛い目にあったトラウマとパティシエの常識を全く知らない希の言動に苛立ち、毛嫌いした上でぞんざいに扱う。
2006年春、ステータスホテルのデザート部門シェフに引き抜かれマ・シェリ・シュ・シュを退職。その後はフランス修業を経て2015年にはスーパーパティシエTOKOの名称でメディアへ露出し、希が開業後初めて挑むコンクールの審査員を務める。
演じた柊子は当時まだ23歳ではあったが、ドラマ内ではアラサーと言う設定になっている。
植田弥生（うえだ やよい）
演 - 福田彩乃
第80回より登場。陶子の退職による欠員補充募集で採用された希の後輩従業員。希同様に地方公務員からの転職者。並外れた不器用であり、大悟から解雇を通告されるが希の機転で回避。
性格は真面目で素直だが、酒に酔うと著名人の物真似をする。
珍文棋（ちん ぶんき）
演 - 孫成順
第39回より登場。中国に妻と娘を残し単身赴任する「天中殺」料理人で激辛四川料理が得意。同僚である高志の言いたいことを察し通訳代わりをする。
大悟から恋愛経験をするよう命じられた希から合コンのセッティングを頼まれ、知り合いの大学生（演 - 秋元龍太朗・大倉士門・磯村勇斗）を紹介する。
浜田（はまだ）
演 - 泉谷しげる
第68・72・73回に登場。「マ・シェリ・シュ・シュ」で使用する鶏卵を卸す養鶏場「花鳥風月」の経営者。
希が産み立てと時間経過した鶏卵の味の違いを指摘したため敏感な味覚の持ち主であることに気が付き、大悟に伝える。

#### マ・シェリ・シュ・シュ顧客
米田信二（よねだ しんじ）
演 - 市川しんぺー
第40 - 41回に登場。閉店したマ・シェリ・シュ・シュで希が出会ったバツイチの会社員。離婚した妻に同行してシンガポールへ移住する娘に同店の「シャポー・アン・コトン」を食べさせたいと伝言を依頼する。結果的に大悟が店を開けたことから娘と来店し願いが叶う。
米田麻衣子（よねだ まいこ）
演 - 石井心咲
第41回に登場。米田信二の娘。
役名なし
演 - 和泉ちぬ、藤本静
第40回から登場。「マ・シェリ・シュ・シュ」の常連客。閉店・再開を繰り返す度に来店しまた大悟が「料理の巨人」に出演した際にはスタジオ応援に駆けつける。
希に対しては同店の問題点を説明したほか、退職の際に大悟が「レ・キャトル・サン・クー」について電話で感想を聞いていた事を明かす。
岸川節子（きしかわ せつこ）
演 - 高田敏江
第43 - 44・47・72・104回に登場。「マ・シェリ・シュ・シュ」常連客の老婦人。商品の入れ忘れミスをした入店したての希に対し寛容に許し優しい言葉をかける。クリスマスケーキを購入した際には1人暮らしであることを希に打ち明ける。
浅井の彼女（あさいのかのじょ）
演 - 酒井瞳
「マ・シェリ・シュ・シュ」店頭で仕事上がりの浅井にバレンタインチョコレートを渡したことを機に交際を開始。第67・69回では浅井の携帯内写メール画像でのみの出演。第78回では友人らと輪島塗展示会に来場する。
榊原良治（さかきばら りょうじ）
演 - 船越英一郎
第85 - 87・89・90回に登場。妻の美里が自身のブランド嗜好を理由に離婚の準備をしていると考え回避させるため「マ・シェリ・シュ・シュ」へオリジナルケーキの制作を依頼する。
榊原美里（さかきばら みさと）
演 - 藤田朋子
第90回に登場。良治の妻で彼と反対に庶民嗜好。良治を愛しているが、妹から義弟へ仕掛けるドッキリの小道具として自分たち夫婦の離婚届を用意し誤解を与える。
良治に連れられ「マ・シェリ・シュ・シュ」に来店し、希特製の駄菓子ケーキを食する。
女性客（じょせいきゃく）
演 - 川村エミコ（たんぽぽ）
第92回に登場。「マ・シェリ・シュ・シュ」が定休日と知らず犬を連れて来店。ブロガーのわんこと待ち合わせ中の希たちから人違いされる。

#### その他の横浜の人々
三島（みしま）
演 - 大高洋夫
第39回に登場。希がパティシエになろうとした原点となる5歳の誕生日に食べたバースデーケーキを当初製造したと考えられていた「シェ・ミシマ」のオーナーシェフ。
希を面接でパティシエとして採用するが、同店のケーキを食したところ違和感を持たれ辞退される。
鶴巻（つるまき）
演 - 大竹浩一
「マ・シェリ・シュ・シュ」を担当する信用金庫職員。第55回では融資打ち切りを、第57回では上司（演 - 小川あつし）と一緒に早期返却を通告する。

### 移住体験ツアー参加者
安西隼人（あんざい はやと）
演 - 六角精児
第25 - 29回：経営コンサルタントであるが本業を伏せ人生に疲れ能登での暮らしに癒しを求めたふりをして参加。輪島塗に興味を示し、圭太から工程や内部事情を聞き出す。後日、塗師屋「八島」に工程で伝統を排除した効率化プランを持ちかけて手を組み、各塗師屋から職人の引き抜きを行う。
引き続き輪島滞在中に徹が企画した貝殻ビジネスにも興味を示し、自身も所有する携帯電話を徹に貸す他スポンサーを紹介する。
第97・98回：2007年5月の時点で47歳。自身が代表取締役を務めるインターネットコンサルティング会社「インタードア」の粉飾決算が明るみに出て逮捕される。また徹が経営する会社の融資保証人になっていたことから、徹の2回目の自己破産ならびに会社清算の原因も作る。過去の回想シーンならびに劇中ニュース画面のみでの出演。
山中道夫（やまなか みちお）
演 - 平川和宏
第25回に登場。妻に先立たれ子供は独立しており、老後はのんびり田舎で暮らしたいと考え参加。移住は息子に反対され断念。
高槻賢治（たかつき けんじ）
演 - 和知龍範
第25回に登場。東京でデイトレードを行い生計を立てている。ネット上の株取引だけで十分に利益を上げられているため生活費が安く抑えられネット回線がきちんと使える土地を探して参加したが、最終的には沖縄へ移住。
職業を知った徹と一徹から強い興味を示される。その後は本人の登場はないものの一徹とはインターネットを利用した交流があり、デイトレードの指南も行っていた。
岡野亜美（おかの あみ）
紺谷漆器職人岡野亜美を参照。

### 「料理の巨人」関係者
坂本（さかもと）
演 - 長谷川公彦
第56 - 57回に登場。徹が勤務するWEB制作会社の取引相手であるグルメ雑誌記者。マ・シェリ・シュ・シュを取材するが、大悟の頑固ぶりに嫌味を発し激怒させる。後日、大悟について詳しく調べて経歴と人柄を料理対決番組「料理の巨人」プロデューサーに紹介。大悟が同番組に出演するきっかけを作る。
西園寺一真（さいおんじ かずま）
演 - 黄川田将也
第57 - 60回に登場。若手の新進パティシエ。マスコミに頻繁に登場し「パティシエ界のプリンス」と異名がつくほど人気を得ている。
グルメ雑誌のインタビュー記事で大悟を「生きた化石」、試食したマ・シェリ・シュ・シュのケーキを「終わってる味」と嘲り挑発する。大悟と対戦し敗北後、大悟に憧れていたことを打ち明け潔く負けを認める。
道上（みちがみ）
演 - AMEMIYA
第58 - 60回に登場。ディレクター。
AD（エーディー）
演 - 須田邦裕
第58 - 60回に登場。アシスタントディレクター。
主催者（しゅさいしゃ）
演 - 山口馬木也
第60回に登場。番組内で「主催者」を名乗る設定の出演者。
司会（しかい）
演 - 福澤朗
第60回に登場。司会兼実況。
審査員（しんさいん）
演 - 辻口博啓、服部幸應、友吉鶴心、芝田山親方
第60回に登場。

### カップスイーツバトル関係者
仙道（せんどう）
演 - シソンヌじろう
第91・93 - 96回に登場。広告代理店「フューチャー企画」社員。「わんこのスイーツ工房」の人気に着目し、一子にカップスイーツ対決を持ちかける。
対決が出来レースになっていることを一子に明かすも洋一郎の撮影した動画を見た彼女が翻意したため変更を余儀なくされる。
五十嵐（いがらし）
演 - 飯田基祐
第94 - 96回に登場。大手コンビニチェーン「Cショップ」広告販促部長。
対決終了後に一子のケーキ商品化について、後になり希の作成したものが口コミで人気急上昇したことや一子のルセットが他人の物だと判明したため難しいと判断する。
司会（しかい）
演 - なだぎ武
第95・96回に登場。カップスイーツ対決の司会者。
役名なし
演 - 中村萌子
第95・96回に登場。カップスイーツ対決のアシスタント。

### 「@ my dream」元社員
井上（いのうえ)
演 - 村上純（しずる）
木俣（きまた）
演 - 佐藤哲夫（パンクブーブー）
小平（こだいら）
演 - 黒瀬純（パンクブーブー）
以上3名は第116 - 118回に登場。会社倒産後に能登を訪問。徹も倒産の被害者と思い全員再就職したと嘘をつく。
山口（やまぐち）
演 - 池田一真（しずる）
第116 - 119回に登場。当初は上述3名と共に行動を共にするが、倒産失業により一家離散に追い込まれた反面で希のケーキ店開業計画等前向きな徹に憤慨。嫌がらせとして外浦中にいたずらを行い、津村家に手を及ぼすことを仄めかし「報いを受けろ」と徹を脅迫する。

### 世界パティシエコンクール日本予選関係者
審査員（しんさいん）
演 - 住田隆
第152・153回に登場。審査のみならず予選の進行も担当。
審査員長（しんさいんちょう）
演 - 辻口博啓
第153回に登場。
清掃員（せいそういん）
演 - ブンシリ
第152回に登場。山本の偽名で同じ仕事をする徹を探す。
記者（きしゃ）
演 - 朝霧涼
第153回に登場。優勝した大悟に取材を申し込む。

### その他の人々
勝浦マコト（かつうら まこと）
演 - ナガセケイ
一子をモデルにスカウトしたカリスマスカウトマン。しかし、その後に詐欺容疑で逮捕される。写真のみの出演。
三瓶（さんぺい）
演 - 三瓶
当初は上述した勝浦マコトが特集されていた雑誌「月刊エンタテインメント！」の表紙で写真のみの出演。
第69回では一子が大阪の同僚（演 - 向里憂香・岩井拳士朗・久保龍一）らと立ち寄った飲食店で偶然居合わせた芸能人客として出演。
芸者（げいしゃ）
演 - 奥山奈々
第8・107回に登場。希たちが初めて弥太郎の工房に訪れた際に弥太郎が連れていた「金沢一べっぴん」の芸者。
安達ゆかり（あだち ゆかり）→足立ゆかり（あだち ゆかり）
演 - 光宗薫
第15・16・140回に登場。ロールケーキ甲子園の出場者。希の作品を褒め自分の作品を卑下するものの優勝する。
第15・16回では安達姓で、140回では足立姓でクレジットされる。
司会者（しかいしゃ）
演 - 福澤朗
第15 - 16回に登場。希が出場したロールケーキ甲子園北陸大会の司会者。
役名なし
演 - 塩田勝
第15回に登場。希が出場したロールケーキ甲子園北陸大会の受付担当者。
篠山巻信（しのやま まきのぶ）
演 - 篠山輝信
第25回に登場。希が企画した「移住体験ツアー」を放送した地元ケーブルテレビ局のローカル番組「WAJIMA MANDE」のレポーター。
四谷（よつや）
演 - 直江喜一
第29回に登場。安西が徹に紹介した貝殻ビジネスのスポンサー関係者。
ナイツ
演 - ナイツ（塙宣之・土屋伸之）
第58回に登場。「料理の巨人」放送のため希・大悟らが訪れたMHKテレビの廊下ですれ違う。
浅井の彼女
演 - 酒井瞳
第78回に登場。パティシエ・浅井和也の彼女。
ユイ
演 - 江守沙矢
第87回に登場。一子の同僚キャバ嬢。
木下（きのした）
演 - スマイリーキクチ
第93回に登場。一子が勤めるキャバクラの常連客。
店員
演 - 皆川尚義
第93回に登場。一子が勤めるキャバクラの店員。一子を訪ねてきた希を面接志望者と勘違いする。
ニュースキャスター
声 - 七緒はるひ
第97・98回に登場。安西逮捕のニュース原稿を読むキャスター。声のみの出演。
アンドレ
演 - アルノ・L
第100・101・107・108回に登場。フランス人アートディレクター。コラボレーションの打切りを告げに紺谷漆器を訪れるが、希が作成したパリ・ブレストを輪島塗の皿に乗せて持て成したことをきっかけに計画を見直す。
渡辺（わたなべ）
演 - 本田大輔
第100・101・107・108回に登場。アンドレの通訳。
司会者（しかいしゃ）
演 - クリス・ペプラー、黒田有彩
第119回に登場。little voiceが出演した音楽番組「mp（ミュージック・パレード）」の司会者。
沢葉子（さわ ようこ）
演 - 峯村リエ
第135回に登場。沙耶の母親。珠洲市で美容院を営み沙耶に継がせたいと考えていたため従業員として採用した希に対して怒り苦情を言う。
前田千里（まえだ ちさと）
演 - 森脇英理子
第140回に登場。「ママさんパティシエ洋菓子コンクール」の出場者。希の作品を褒め自分の作品を卑下するものの優勝する。

### スピンオフ出演者
大山（おおやま）
演 - 山中聡
スピンオフ（前編）に登場。little voiceマネージャー。
栗林仁子（くりばやし にこ）
演 - 清野菜名
スピンオフ（後編）に登場。蔵本一子に性格がよく似た女性。
洋一郎とは、SNS「フェイスノート」で知り合う。
ハンドルネームは、「みいっ子」。
一子に似せるため、ロングヘアのカツラで変装していた。
猪俣雄二（いのまた ゆうじ）
演 - 渋谷謙人
スピンオフ（後編）に登場。
仁子の元カレ。いわゆる「だめんず」。

## 作品設定

### キャラクター
魔女姫（まじょひめ）
戸田恵子によるナレーションの語り手という設定の人形。番組開始時や場面転換時にアニメ画像で登場する。語りの際の一人称は「わたくし」。
希の宝物で、帽子の上にティアラをつけた魔女をかたどった手のひら大の木製人形。5歳時のバースデーケーキに徹が添えたプレゼントだが、元々は母方祖母の幸枝がフランスでのパティシエ修業時代に持っていたキッチンウィッチと呼ばれる魔女人形であることが判明する。幸枝はこの人形に弱音を吐いて厳しい修業に耐えていたが、引っ越し時に紛失する。その後は海外アンティーク商品として日本国内に流通。徹に偶然買われて希の手元に渡る。やがて幸枝は能登を訪れこの人形と再会し、娘との和解ならびに希の真の夢への目覚めを導くという数奇な運命のモチーフとなった。
人形のコンセプトとして、かわいらしさだけが独り歩きしないようにどこか違和感があり希の祖母を連想させるものを目指したほか、水玉模様の個性的な服などは美術家の草間彌生をイメージした。
ゴン太（ごんた）
本作品では以下に示す2つの意味合いがある。
1. 寺岡家でペットとして飼われている柴犬。
2. 希が言い始めた池畑大輔の別称。出会い頭にファーストキスを奪われショックを受けたものの、上述したゴン太から顔を舐められたと思えば良いと考えついたことが理由である。

little voice（リトル ボイス）
二木高志がボーカル兼アコースティック・ギターを務めるロックバンド。他のメンバーは岡本啓祐（ドラムス）・宮田岳（ベース）・澤竜次（エレクトリック・ギター）で、高志役の渡辺大知が所属する黒猫チェルシーのメンバーでもある。
第26回で岡本・宮田が高志のバンド仲間として2002年夏の帰省に同行し「サロン はる」でライブを行う。little voiceの名称は2003年9月時点の第77回でワンマンライブ告知のチラシで初めて使われ、第78回でライブを敢行。2007年にメジャーデビューし、第119回で音楽番組「mp（ミュージック・パレード）」でテレビ初出演。この時からメンバーとして澤が加わると共にオープニングでもlittle voiceとして出演者クレジットされた。
黒猫チェルシーの事実上変名ユニットであり、劇中歌の「涙のふたり」「ここで会おう」をlittle voice名義でシングルCDをリリースし、インストアイベントやライブツアーも行うほか、『MUSIC JAPAN』などの音楽番組にも出演する。
紺谷弥太郎（こんたに やたろう）
後述する紺谷漆器の当主が代々襲名する名跡。本作では以下の2名が名乗る。
- 紺谷かおる：4代目
- 紺谷圭太：5代目

ベルサイユのばら（べるさいゆのばら）
フランス革命当時のフランスを舞台にした、人気少女マンガ。
『まれ また会おうスペシャル後編〜一子の恋』にて、蔵本一子が自身と角洋一郎の関係を主要登場人物のオスカルとアンドレにたとえて、「プチ・ソルシエール」店内のアクリルボードを使い、人物相関図を書いて表していた。

### 架空の地域・組織など
外浦（そとら）
能登半島にある架空の小さな漁村。主人公の希をはじめとする津村家や桶作家・蔵本家・寺岡家・角家などが居住生活する。
地名は能登半島の日本海に面した海岸を指す「外浦」に由来しており、街並などの外景は輪島市大沢町でロケ撮影が行われた。
自治体としての設定は津村家が移住してきた1994年は独立した外浦村、2001年に合併で輪島市に編入され輪島市外浦町である。
集落としての設定では実際に能登地方で行われる伝統行事のほか、土地柄・風習面では以下に示すものが取り入れられた。
1. 外部から来た人々を「まれびと」として歓迎し優しく接する文化や「能登はやさしや土までも」の言葉で表現される気質。これらは第25回で設定が活かされたが、一方で第1週での東京から移住してきたばかりの津村家への対応などに見られるように外部から来た者に対する排他的意識が存在する面も描かれた。
2. 第56回で藍子のセリフなどに反映された能登に根差して生きる人を「土の人（つちのひと）」、外部から来ていずれ去ってゆく人を「風の人（かぜのひと）」と呼ぶ文化。
3. 伝統的に女性が働き者であるため夫である男性は楽ができる「とと楽（ととらく）」文化。このため外浦の既婚男性たちは仕事をそこそこに仲間同士での会話を楽しむことができる。
4. 京極ミズハを巡るエピソードなどに反映された農作物などを近所の人々同士で御裾分けし合う習慣。

サロン はる
蔵本一子の母・はるが経営する美容院。従業員はオーナーのはるとエステティシャン兼ネイリストの小原マキの2名のみである。
美容院としてのみではなく、外浦地区住人の寄合所的な意味合いで雑談の場、徹と藍子の結婚20周年パーティーの準備会場になるなど、文字通り「サロン」としても機能する。
紺谷漆器（こんたに しっき）
江戸時代から代々続く輪島塗の塗師屋（ぬしや）。2003年時点では圭太の祖父である4代目紺谷弥太郎の下、少数精鋭4人の職人により輪島塗漆器の製造ならびに補修を行う。このため屋内には江戸時代に製造された漆器も当時の状態のまま保存される。
2002年までは都内のデパートで毎年展示販売会を行うなど積極的な営業も行っていたが、需要の低下から2003年は開催直前にキャンセルされ危機的状況に陥る。しかし会場を横浜に移してイタリアン・天中殺の中国料理・マ・シェリ・シュ・シュのケーキなどとのコラボレーションを実施したほか、フランス陶器と輪島塗双方の良さを融合させた陶胎漆器にチャレンジするなど輪島塗の新たなコンセプトを提案模索する。2015年に圭太が5代目弥太郎を襲名し当主に就任。
輪島塗指導担当で4代目弥太郎（かおる）のキャラクターモデルとなった大崎庄右エ門が経営する「大崎漆器」をモデルにしており、「住前職後」と呼ばれる道路に面した前部を弥太郎の住居や奥を仕事場とする構造を持つ建物外景ならびに一部の屋内シーンは国の登録有形文化財に登録された大崎漆器でのロケ撮影である。
朝市食堂まいもん（あさいちしょくどう まいもん）
希が高校時代アルバイトしていた朝市通りから奥に入った場所にある食堂。マスターは小野。名称的には食堂であるものの喫茶店的要素や酒類も提供することから居酒屋機能も持ち合わせる。
セットは倉庫を改装した設定にしたことから名残としてトラス柱が店内に露出するほか、リヤカーを改造したテーブルや魚を納める木箱によるカウンターなどに廃品の再用が随所に見られる。またキリコの模型や照明には漁船で使われていたランブを使用するなど輪島らしさの演出が加えられる。
2007年秋の閉店後は希へ譲渡され後述する「Petite Sorciere」が開店する。
Petite Sorciere（プチ・ソルシエール）
徹が企画プロデュースを行い希がオーナーパティシエを務めるケーキ店。上述する「朝市食堂まいもん」を改装し、2007年11月11日に開店。店名はフランス語で「魔女姫」を意味するほか、本来の読みは「プティットゥ・ソルシエール」であるものの一子の提言する「わかりやすさ」から通称名がそのまま採用され、橋本朝子をはじめとする地元常連客からは「プチソル」と略して呼ばれる。また店のホームページは一徹が制作し管理する。
商品のうち主力となる生ケーキにはいずれも能登産食材を使用しており、開店当初は中島菜の「ジャン・ドゥ・ラ・テール（420円）」「モンブラン・ドゥ・ノト（450円）」ブルーベリームースとフロマージュを合わせた「レゾリュシオン（380円）」いちごムースとコンフィチュールにタルトを合わせた「レーヌ・デ・フレーズ（350円）」の4品とされた。しかし高価格と商品名のわかりにくさによる客足離れから赤字になったため「能登カボチャのプリン（250円）」「イチゴのショートケーキ（300円）」「シュークリーム（180円）」「マルジョレーヌ（450円）」へリニューアルを実施。また焼き菓子やイートインでもサーブされる藍子お気に入りの「珠洲のコーヒー」ならびにミニキリコや輪島塗などの民芸品のほか、「元治の塩」も1袋600円で販売する。
開業資金は当初の試算では1000万円とされたが、ショーケースや厨房機器を中古にすることで600万円まで圧縮するものの銀行からの融資を断られたことから、能登産食材を使用することにより奥能登農業組合からの融資を出願する。しかし貸付審査担当者であるみのりが、経費削減などの問題点指摘や生ケーキは4種類に限定するなどの条件を提示したために18回の計画改訂を実施。最終的に350万円の融資が認可され、希と圭太の貯金100万円と合わせた450万円で開業する。このため内装は「朝市食堂まいもん」時代のものを極力活かしつつ赤と白をイメージカラーにしたリフォームは希・圭太・一子・洋一郎・一徹・みのり・小野が施工。厨房機器は業務用のみならず冷蔵庫やオーブンは家庭用の中古品を使用。また希のパティシエ服も「マ・シェリ・シュ・シュ」時代の「Mare Tsumura」のネームが入ったもので新たにみのりの手によって店名ロゴが刺繍される。
移住定住班（いじゅうていじゅうはん）
高校卒業後の希が就職した輪島市役所で配属されたセクション。紺谷博之が課長を務める産業振興課の下部組織で班員は希と新谷浩介の2人のみである。
主な業務内容は他地域から輪島市へ転入した移住者からの相談・輪島市での起業・就職に補助金支給の対応・移住者への定期訪問など。また移住検討をする人たちをターゲットに「移住体験ツアー」も実施した。
うみねこ座（うみねこざ）
蔵本はるがリーダーを務める外浦の女性たちによるコーラス・グループ。メンバーは藍子・文・久美・マキのほか、エキストラ数名（演 - 葛城ゆいほか）が演じる。
LIVE GATES（ライブ・ゲーツ）
徹が2003年1月から勤務する東京のWEB制作会社。経営者は徹が失踪していた間に手を染めて失敗したIT事業を一緒にしていた友人。主な業務内容はホームページ制作代行ならびに運営管理で、同年9月からは徹が企画したグルメサイト「まいもんネット」も運営する。
@ my dream（アット・マイ・ドリーム）
「まいもんネット」の成功により徹が2006年春に独立し起業した都内のIT企業。会社ロゴは白熱電球の中に@マークがデザインされるほか、社名には津村家の4人（徹・藍子・希・一徹）の最初の一文字が組み込まれる。
主な業務内容はLIVE GATESから承継した「まいもんネット」の企画運営で、新たにライブストリーミングも実施する。
2007年5月、起業時の融資保証人である安西隼人が自身の経営する「インタードア」での粉飾決算が明るみに出て逮捕されたため、新たな融資元を探すものの見つからず徹が自己破産する形で連鎖倒産。

MA CHERIE CHOU CHOU（マ・シェリ・シュ・シュ）
池畑大悟がオーナーパティシエを務めるフランス菓子店。店名はフランス語で「最愛の人」という意味。設定上はフランス修業から帰国後に先妻と横浜市内の後に「シェ・ミシマ」の店舗となる場所で創業。希5歳時のバースデーケーキを発注された翌1989年に先妻の死去で一旦閉店。5年のブランクを経た1994年に「天中殺」から徒歩圏内である横浜市中区山手の丘中腹で再開店した。
大悟の頑固かつ気難しい性格から気に入らないことがあると店を畳み、気が向くと再開を繰り返すものの商品の完成度は高く店はクリスマスケーキの予約に行列ができるほどの人気を博す。その反面で味や食材にも拘り過ぎて原価割れを起こすこともあり、さらに不定期な営業であるため収支面で難がある。このため金融機関から融資を断られるなど経営面での問題も多い。
スタジオセットは、大悟と同年代のオーナーパティシエ店舗をリサーチした上で製菓指導担当の辻口博啓が監修。横浜らしい異国情緒を大切にしながら西洋文化と開放感のある空間からガラス張りとした大きな洋館の一部という設定でデザインされた。またセットには実際の店舗同様な厨房機器やショーケースを使用する。
天中殺（てんちゅうさつ）
大悟の妻・輪子がオーナーを務める激辛メニューのみしか存在しない中国料理店。従業員は珍と高志の2名で、大悟が経営するマ・シェリ・シュ・シュとは「たとえ夫婦であってもお互いの店については干渉しない」と輪子は公言するが、後述する寮や賄いのほかにマ・シェリ・シュ・シュへ対する融資の担保物件となっている。
設定上は横浜中華街の路地裏に存在。異世界に迷い込んだような違和感とカンフー映画に登場するような空間をテーマに赤・銀の2色をコーディネートしたデザインが特徴のセットは、3階建てで以下の設定がされる。
- 1階：店舗。客席はカウンター・テーブルに設置。フロア中心部は輪子のスペースとし副業の占いや趣味の麻雀が行われる。実際に調理が可能な厨房はグレー1色でコーディネートされる。またマ・シェリ・シュ・シュ従業員に賄いも提供する。
- 2階：元々は4つの宴会場であったが、不況による客足低下からアパート4室へリフォームを実施。マ・シェリ・シュ・シュ従業員に寮として格安で賃貸することから深夜帰宅も考慮し、各部屋にミニキッチン・共用のシャワールーム・ロビーに洗濯機ならびに衣類乾燥機を完備する。
- 3階：大輔を除いた池畑家が居住する。

花鳥風月（かちょうふうげつ）
第68回で希が大輔に連れられ訪れた養鶏場。「マ・シェリ・シュ・シュ」で使用する鶏卵を卸しており、経営者の浜田によれば取引は大輔の幼少期からで大悟も気分転換によく訪れる。
素材にまで拘る大悟が指定する鶏卵は高品質かつ美味であるが1個100円と高価格である。これは自然溢れる環境下でニワトリを放し飼いし自由に産卵させるためである。
料理の巨人（りょうりのきょじん）
大悟が西園寺と出演したMHKテレビが制作する架空の料理対決番組。1993年から1999年にフジテレビ系列で放送された『料理の鉄人』のオマージュ的パロディである。
番組セットは通常ドラマには使用しないCT-102スタジオに組んだほか、大悟が計量秤を使用せず手で掴み測るシーンは製菓指導の辻口博啓が『料理の鉄人』出演時に実際行ったエピソードによるものである。
まんでマンデー
石川県を放送エリアとする架空のテレビ局「石川毎朝テレビ」が制作するローカル情報番組。司会者はダンディ坂野で、入江慎也（カラテカ）や陶子が出演する。
2005年以降毎年母の日を記念して「ママさんパティシエ洋菓子コンクール」を実施する。
わんこのスイーツ工房（わんこのスイーツこうぼう）
「マ・シェリ・シュ・シュ」のケーキを食し高額なことに疑問を抱いた一子が憂さ晴らしを兼ねて開設したブログ。コンビニ店頭の商品など手頃で美味しいスイーツを推奨し、高級スイーツを批判する論調が共感を呼び人気となる。安上がりで美味しいスイーツのレシピを自身の考案として掲載するが、ネタ元はキャバクラ店常連客の料理研究家から仕入れたものである。
ハンドルネームのワンコは本名の「一」を英訳 (One) したもので、記事やコメント文末に「ワン」と入れるほか画面の所々に黒い犬のイラストを表示する。またプロフィール欄に血液型B型のOLと記載する。

### 作中に登場する主な菓子
本作では、週のサブタイトルはエピソードに関わると同時にテーマとなるお菓子の名前が付帯する。
魔女姫バースデーケーキ（第1・26週）
徹が仕事で立ち寄った横浜で大悟に発注した希5歳時のバースデーケーキ。ネーミングは同日に徹が購入した魔女姫をトップにデコレーションしたことに由来する。
希にとって「家族の幸せ」を象徴するケーキで後にパティシエを目指す原点。徹と自身10歳の誕生日にはじめて自力で作ったケーキはこの幸福を思い出して作成したもので、後に世界パティシエコンクール日本予選で作成するケーキやウエディング&バースデーケーキなどのモチーフともなる。
シュークリーム（第2週）
当初作成された物は、焼き上がったシュー生地の底からカスタードクリームを入れる定番タイプ。低予算をモットーとする希は、無塩バターの代用にサラダ油を、カスタードクリームは全卵を使用する。
次に作成された物は、一子が「上が切れて帽子みたいになっている」と表現するシュー生地上部を切り分け間にカスタードクリームを挟み入れるタイプ。これは彼女が幼いころに家族旅行で訪れた東京で食べた思い出の形を再現したもので、同時に東京が好きになった原点でもある。
幸せ貧乏家族（第3週）
希が「ロールケーキ甲子園」出場のため作成。自身の資金不足から「美味しさと節約」をテーマにし無料で手に入る能登産食材をふんだんに使用する。
試作品は味覚面で好評であったものの見た目が地味だったことから、ケーキ外側にイチジクのジャムを塗り、揚げた素麺でデコレーションするもの「ロールケーキ甲子園」では落選。審査員だった大悟からは「貧乏くさい」と酷評された。
第16週で一子が作成するカップスイーツにコンセプトならびに名称を盗用される。
桜もち（第4週）
文が作る桶作家長男・哲也の好物。鮮やかなピンク色が特徴。皮をフライパンで焼き、皮・こし餡に隠し味として「元治の塩」を使用する。
ミルフィーユ（第5週）
移住体験ツアー客へのもてなしとして希が作成。亜美の輪島塗の層を重ねる意味への疑問を解く鍵にもなる。
キャロットケーキ（第6・15週）
幸枝がニンジン嫌いだった幼い藍子のために作ったケーキ。藍子にとって母との思い出の味である。後に徹と藍子の結婚20周年パーティーに出されるケーキとして、赤い花の大きな飴細工の土台部分として幸枝が作る予定であったものの当日姿を消したため急遽希が作成する。
さらに2006年、徹が藍子へ再プロポーズする際に希指導の下で徹が作成し持参する。
シャポー・アン・コトン（第7週）
マ・シェリ・シュ・シュで販売するケーキ（プチガトー）の一種。フランス語で「綿帽子」という意味。大悟がケーキ嫌いの子供のためにリサーチをし試行錯誤を重ね作成。
クリスマスケーキ（第8週）
当初大悟が考えていたルセットが漏洩したため閉店騒動が発生。さらに希の不用意な発言から従業員個々で新たなルセットを考案することになった結果、陶子による試作品と以下の2品が作成された。
浅井（希）作 試作品
希が考案したものの陶子からルセット作成禁止を言われたことから浅井名義として作成。「元治の塩」を隠し味に入れたクッキーを砕きチョコレートをからめた生地と能登大納言小豆とチョコレートのムースを合わせる。家族で祝うクリスマスをテーマとし、正統派フランス菓子では使わないマジパン製の家族人形をトッピングする。大悟から「幼稚園ケーキ」「素材のうまさを殺している」と酷評される。
大悟作 能登大納言小豆と塩田の塩を使ったクリスマスケーキ
大悟が上述試作品のコンセプトを継承し素材を活かした上でリメイクした一品。能登大納言小豆の入ったアーモンド風味生地に塩キャラメルのクリームとムースを合わせ全体をチョコレートムースでまとめる。表面は光沢のあるチョコレートソースで仕上げる。トップには予約者の家族構成に合わせた絵柄が型押しされたバニラとチョコのクッキーならびに金箔でくるんだ能登大納言小豆がデコレーションされる。
しかし高コストゆえに原価割れを起こしてしまい信用金庫からの融資打切り通告がされるなどマ・シェリ・シュ・シュを倒産の危機に導いた要因のひとつにもなり、このことが後の「料理の巨人」出演にもつながる。

エンゲージケーキ（第9週）
希がみのりと一徹の婚約パーティー用として作成した大きなウェディングケーキ風の一品。能登が好きで、一徹と子沢山で楽しい家族を作りたい夢を持つみのりの思いに合わせ、希がマジパン人形などをデコレーションした。
メレンゲパンケーキ（第10週）
大悟が「料理の巨人」出演時に予定されていなかった6品目として作成。大悟が幼かった美南に手伝わせ、美南と輪子のために初めて作った一品で、自身の菓子作りへの情熱を振るい起こさせた家族への感謝の思いを込めている。
製造過程で急遽希を手伝いに呼びメレンゲを作らせる。希は何度もダメ出しされるものの最終的には合格となり、パティシエとしての弟子入りを許される。
塩チョコレート（第11週）
希が美南のために考えたバレンタインデー用チョコレート。甘いものが苦手な人に贈りたいという美南の要望からテンパリングしたチョコレートにナッツやドライフルーツを乗せその上から「元治の塩」を振りかける。
ジュ・テーム・モワ・ノン・プリュ（第12週）
「マ・シェリ・シュ・シュ」オリジナルの定番ケーキ。直訳すると「『愛してる』『俺も愛していない』」という意味のフレンチ・ポップスタイトルから引用された商品名と曲のテーマでもある「大人の恋の駆け引き」をイメージした一品で、希が大悟から初めて一貫した作成を命じられたケーキ。
しかし希はテーマの理解ができない上にケーキの要となるカスタードクリーム（クレーム・パティシエール）の製造が上手く出来ず練習で手首を傷めるなど行き詰る。ようやく完成させるものの大悟からは「小学生の初恋」と評され半額のアウトレット品としての発売を許される。
価格は2003年時点では500円だが、2006年時点では450円にダウンした。
レ・キャトル・サン・クー（第13・15週・まれまた会おうスペシャル前編）
元は上述した希が作成するジュ・テーム・モワ・ノン・プリュのアウトレット品で、数か月後に商品名変更の上で正式販売へ移行。
商品名称の直訳は「400回の殴打・大騒ぎ」という意味で、1959年のフランス映画『大人は判ってくれない』の原題である。
価格はアウトレット時が250円、正式販売開始の2003年では300円、2006年時点では400円へアップしマ・シェリ・シュ・シュで売上ナンバー1を記録する日もある。
ジュ・テーム・モワ・ノン・プリュとの相違は以下の点にある。
- 見た目上の特徴となる網タイツに見立てたトッピングのチョコレートをパステルカラーで刷毛模様の円形チョコ数枚へ変更。
- 食材面では子どもでも食べやすいようにパスティス入りビターチョコムース→ミルクチョコムースへ、ジュレ素材をサクランボ→イチゴへ変更。

フィエルテ（第13週）
フランス語で「プライド」という意味。カカオ64%のチョコレートを使ったムースの中に濃厚なキャラメルを含むケーキである。
横浜で開催された紺谷弥太郎の輪島塗展示会に同行した圭太が持参した蒔地の皿に合うケーキとして選定され希が作成する設定がなされた。またコラボレーションでは蒔地にあわせるため側面には食用金粉を使ったチョコレートパーツを附帯させたほか、蒔地も風合いを生かすために食用金粉で枯山水をイメージした渦巻きを描くなどのアレンジが加えられた。
展示会当日の準備搬入中に浅井が転倒し全壊。作り直すにも食材となるカカオ64%のチョコレートの在庫が底をつく絶望的状況に陥る。しかし希はカカオ77%と48%のチョコレートを調合させ作り出すことを考案し陶子と試行錯誤を繰り返した末に成功。浅井・美南・圭太の助けも借り時間ギリギリに完成させた。
サプライズケーキ（第14週）
退職する陶子に大悟が贈ったケーキ。トップには大悟自らクリームで「お疲れさま」と書いたチョコレート製メッセージプレートがデコレーションされる。
週のサブタイトルでもあるメッセージプレートの文字入れはパティシエにとって練習を強いられる難しい作業であり、その後のエピソードで希は弥生への指導に苦労することになる。
豆大福（第14週）
弥太郎が悩みを抱えると大福を食する習性から妻・やす子が手作りしていた菓子。
圭太と希の遠距離結婚を頑として反対する弥太郎の下へ桶作夫妻が訪問し、文が生前やす子に作り方を教えてもらった大福を差し入れ元治が説得。弥太郎を黙認に導く。
ウェディングケーキ（第15週）
希と圭太の結婚祝ケーキ。ケーキ全体は一徹とみのりが作成したものだが、高志・洋一郎も作成に参加。前週のテーマとなったメッセージプレートがトップにデコレーションされるほか、能登名産の羊羹も食材に使用する。
駄菓子バースデーケーキ（第15週）
榊原が妻との離婚を回避したいために希へ作成を依頼したケーキ。妻の嗜好が「高級志向ではなく駄菓子が好き」なことから食材ならびにトッピングに駄菓子を多数使用する。幸枝の助けを借りて完成。
カップスイーツ（第16週）
大手コンビニチェーン「Cショップ」での販売権を賭けた対決用として以下のプラスチックカップ入りスイーツ2品が作成された。
希作 ちょっぴりハレの日
販売価格は350円。高級感と格調高く高貴なイメージをモチーフにショコラパーツをトッピング。紫をイメージカラーにしていることからカシスムースやブルーベリージュレなどを重ねる。
一子作 幸せ貧乏家族
販売価格は99円。商品名称ならびにコンセプトはかつて希が「ロールケーキ甲子園」へ出場した際に作成したものからの盗用。家庭でも手に入れやすい食材を使用し、醤油味ブラン・マンジェをメインにみたらしタレや抹茶ジュレなどを合わせる。

パリ・ブレスト（第17週）
菓子としての詳細はパリ・ブレストも参照。アンドレが紺谷漆器を訪れ輪島塗とフランス陶器とのコラボレーション打ち切りを示唆した際に希がもてなし用として作成。
表面の粉砂糖は日仏の友好と融合をイメージする白・赤にするほか、レモンクリームを使用するなどのアレンジが加えられる。
横浜ロールケーキ（第17 - 18週）
「マ・シェリ・シュ・シュ」退職の条件として自身に「美味い」と言わせるロールケーキをテーマに大悟が命じ、希が同店で身に付けた技やコンセプトを反映させ作成した一品。
大悟が味に納得しなかったことから数種類が作成されたが、最初に作成された仕上げにチョコレートを上掛けしたタイプが最後に再び作成された。
じゃがいもガレット（第19週）
菓子としての詳細はガレットも参照。希がホットプレートで焼いて作成したものは、生地をクレープにしたスイーツタイプと蕎麦粉を使用した食事タイプの2種類。生地の下味ならびにじゃがいものボイルに元治の塩を使用する。
ウィークエンド（第20週）
希が慎一郎と千佳子の見合いの席用として作成したパウンドケーキ。作り置きしても週末まで日持ちし大切な人と共に食べることができることが名称の由来である。
作成過程で希がスカイパウダーと称するレモンの皮を頭上からすり下ろす技を見せるが、これは「料理の巨人」で西園寺が実演した技の再現である。
マルジョレーヌ（第21 - 22・24週）
赤字続きのため他の生ケーキをわかりやすい名称と価格下げを行った中でも希が妥協せずに拘ったフランスのホテルが発祥となるケーキ。食材に暖かいバターと冷たい生クリームを使用するため製造には高度なテクニックが必要とされる。希は仕上げとなるココアパウダーの上に店のロゴマークとなる「魔女姫の帽子」を粉砂糖で描くアレンジを加える。
高価格のため当初は不振であったものの継続販売するうちにファンを増やし、産休再開店後は波多野都による紹介をきっかけに県外からも客を呼び寄せる主力商品となる。
2015年に開催された母の日記念「ママさんパティシエ洋菓子コンクール」用に能登産イチゴを食材に追加したアレンジバージョンを作成参戦したが、陶子から「オリジナリティがない」「新しい味への追求がない」と酷評された。
クッサン・ド・リヨン（第22週）
産休明けの再オープンから新たに作成したリヨンの銘菓。ガナッシュをマジパンで包みリヨンの名産品である絹織物のクッション（クッサン）をかたどる。
タルトタタン（第23週）
タルト本来の作り方を失敗した結果から誕生したフランスの伝統菓子。失敗を極度に恐れる匠のために希が家族と一緒に作成した。
ドゥ・ヴィ（第24週）
母の日記念「ママさんパティシエ洋菓子コンクール」敗退後、次のコンクール用に作成したオリジナルケーキ。名称は「2つの人生（フランス語: Deux vies）」を意味し、母親とパティシエの両立をテーマにしたものである。
希は母親=母乳という観点からうま味成分のひとつグルタミン酸に注目し、これを高濃度で含有する昆布を食材に使用。一方でパティシエを表す食材としてチョコレートを組み合わせる。
世界パティシエコンクール日本予選出品作品（第25 - 26週）
規定により5時間30分の制限時間で作成するプチガトー（同一品5点）・焼き菓子・ピエス・モンテ（飴細工）・アントルメ（ホールケーキ1点）の4種を持ち込んだ60cm×40cm以内の台に展示して技術を競う。
希は試作段階で制限時間内での完成に困難を極めたが、試行錯誤をした結果クリア。全体のテーマを「夢」としてカッコ内のサブテーマを持つ以下の作品を圭太が作成した輪島塗の台に載せて出品し予選5位となる。
プチガトー（輪島塗）
煎った漆の実をミルクで抽出した茶のキャラメルムースにショコラムースを合わせる。
焼き菓子（能登の塩）
バナナとキャラメルのケーキにバターと塩を飾る。
ピエスモンテ（祭）
能登大祭のキリコをイメージした工芸菓子。
アントルメ（家族）
すべてバラ科の植物である杏・梅・バラ・アーモンドを食材として使用し家族を表現。トップにデコレーションされる魔女姫は、会場で終了直前に大悟から徹についての話を聴かされ急遽マジパンで作成した予定外のものである。

しっぱいおっぱい世界一ケーキ（第26週）
コンクールに挑戦する希の応援を目的に匠・歩実・徹志が、みのりの助けを借りながら作成したケーキ。
トッピングには希と圭太の顔をかたどった砂糖菓子ならびに「しっぱいおっぱい世界一」とチョコペンで書かれたクッキー製メッセージプレートをデコレーションする。
ウエディング&バースデーケーキ（第26週）
希が自身の結婚式ならびに4人（徹・希・匠・歩実）の誕生日用に作成。一徹&みのりのエンゲージケーキをベースに夢の原点となった5歳時のバースデーケーキをモチーフにして、それと同じく魔女姫人形のほかに白い花に見立てた飴細工とフルーツをデコレーションする。
プチ・ソルシエール（第26週）
世界パティシエコンクール日本予選終了後に希が作成販売した店名と同名の新作ショートケーキ（プチガトー）。こちらも魔女姫バースデーケーキをモチーフにしており、トッピングとして白い花びらをイメージした飴細工と魔女姫をデコレーションする。

### 劇中歌
喝采
第4回 - 歌唱：中川翔子（作詞：吉田旺・作曲：中村泰士）
能登半島
第5・48回 - 歌唱：中川翔子（作詞：阿久悠・作曲：三木たかし）
また会おう
第18・26・54・66・72・123回 - 歌唱：渡辺大知ほか（作詞・作曲：渡辺大知）
I am here
第24回 - 歌唱：内田慈（作詞・作曲：minakumari）
時の流れに身をまかせ
第37回 - 歌唱：テレサ・テン（作詞：荒木とよひさ・作曲：三木たかし）
切手のないおくりもの
第38回 - 歌唱：うみねこ座（作詞・作曲：財津和夫）
甘い運命
第42回 - 歌唱：清水富美加（作詞：UA・作曲：朝本浩文）
島人ぬ宝
第50回 - 歌唱：BEGIN（作詞・作曲・編曲：BEGIN）
2002年大晦日のシーンで桶作家のテレビに第53回NHK紅白歌合戦での「島人ぬ宝」歌唱映像が流れる2次使用の形態で出演。
Je t'aime… moi non plus
第67回 - 72回 - 歌唱：春野寿美礼（作詞・作曲：Serge Gainsbourg）
木綿のハンカチーフ
第70回 - 歌唱：中川翔子（作詞：松本隆・作曲：筒美京平・編曲：筒美京平・萩田光雄）
オリジナルの太田裕美歌唱バージョンに合わせてマキ役の中川が歌うスタイルが採られた。
イージュー★ライダー
第70回 - 歌唱：柳楽優弥（作詞・作曲：奥田民生）
Can You Keep A Secret?
第71回 - 歌唱：柳楽優弥（作詞・作曲：宇多田ヒカル）
涙のふたり
第78・95・113・119・126・スピンオフ第1回 - 歌唱：little Voice（作詞・作曲：渡辺大知）
上を向いて歩こう
第38・119回 - 歌唱：田中泯・田中裕子ほか（作詞：永六輔・作曲：中村八大）
こんにちは赤ちゃん
第128回 - 歌唱：山﨑賢人（作詞：永六輔・作曲：中村八大）
愛は勝つ
第140回 - 歌唱：うみねこ座（作詞・作曲：KAN）
津軽海峡・冬景色
第144回 - 歌唱：中川翔子（作詞：阿久悠・作曲：三木たかし）
アンラッキーガール
スピンオフ・第1回 - 歌唱：渡辺大知（作詞・作曲：渡辺大知）

### その他
本作の時代設定は、1994年（平成6年）から2015年（平成27年）までであるが、実際はこの期間中に能登半島地震が2007年（平成19年）3月25日に起こっている。輪島市を含む穴水町、七尾市で最大震度6を観測し、能登地方で最大の被害を受けた。しかし、本作ではこの出来事が割愛されたためか、能登・輪島市に登場する人物も災害に遭うこともなく、まっとうな生活をしているという設定になった。

## スタッフ
- 作 - 篠﨑絵里子
- 音楽 - 澤野弘之[71]
- 語り - 戸田恵子
  - 魔女姫人形の声という設定。
- 主題歌 - 「希空〜まれぞら〜」
- 副音声解説 - 松田佑貴
- 「まれ1週間/5分でまれ」ナレーター - 守本奈実（NHKアナウンサー）
  - 第24週のみ森花子（同上）が担当
- 制作統括 - 高橋練
- プロデューサー - 長谷知
- 演出 - 渡辺一貴・一木正恵・西村武五郎・川上剛・村橋直樹・保坂慶太
- 製菓指導 - 辻口博啓
- 輪島ことば指導 - 塩山誠司
- 塩田作業指導 - 角花豊
- 輪島塗指導 - 稲木正伸・大崎庄右エ門
- 理容指導 - 中川勝利
- 合唱指導 - 河合夕子
- 太極拳指導 - 内田愛
- 占い指導 - 八木智美
- フランス語指導 - 杉山利恵子
- 裁縫指導 - 小林操子
- 医事指導 - 内山真一郎
- 新生児育児指導 - 酒井シヅ
- ポスター・エンド撮影 - 市橋織江
- 衣装コーディネスト - 高山エリ・会田梨恵
- 美術 - 西川彰一
- 編集 - 佐藤秀城
- 技術 - 大須賀弘之
- 音響効果 - 佐々木敦生
- 記録 - 岡崎正亮
- 撮影 - 大和谷豪
- 音声 - 井上裕一
- 美術進行 - 佐藤綾子
- 照明 - 木村中哉
- 映像技術 - 吉永勇
- 撮影協力 - 石川県・石川県輪島市・神奈川県横浜市

## オープニング
オープニングのコンセプトは以下に示すイメージを縦横に織りなすことを目指した。
1. 能登にある「まれびと信仰[注 200]」を基にした人や文化が海から訪れる考え方。
2. 夢を叶えてパティシエとなった希が大きなケーキを全身で作る姿を表現した土屋太鳳によるダンス[注 201]。
3. そのケーキを求めて集まる人々[72]。

この結果映像的には以下の形で構成される。
1. ローアングルに設定されたカメラを白のノースリーブワンピースを着用した希役の土屋太鳳が飛び越えるとホワイトバックになりタイトルロゴが表示される。続いてタイトルロゴを同じ位置にしたクッキーやアイシングであしらった辻口博啓製作のデコレーションケーキ[73]へ切り替わり「連続テレビ小説」のクレジットが消えると土屋がクリームを指ですくって口にする。
2. 琴ヶ浜海岸での土屋のダンス・ドラマの舞台となる能登の空撮や伝統文化・様々なケーキの映像。
3. 土屋と約200人のエキストラ[72]が能登の自然の中を走り、ケーキを中心に様々な能登の産物が添えられた大きなテーブルに集合する。

アバンタイトルの有無にかかわらずタイトルロゴの右上には連続テレビ小説のクレジットが入る。アバンタイトルがある回では連続テレビ小説クレジットを基本的に画面下部に表示し、タイトルに魔女姫のイラストを添付する（初回はアバンタイトルなしでのスタートであったが、これは2009年度後期『ウェルかめ』以来である）。
さらに出演者テロップは以下の特徴がある。
- 「出演」表記は省略。
- 表記スタイルは役名+出演者名もしくは出演者名で画面下側となるが、津村（紺谷[注 4]）希（土屋太鳳[注 202]）・津村徹（大泉洋）・津村藍子（常盤貴子）・桶作元治（田中泯）・桶作文（田中裕子）は、任意の位置に表示され画面中央に向かってスライドする。

なお、再放送を含めた月曜日は『カーネーション』『純と愛』『あまちゃん』『マッサン』などと同様にスタッフがクレジットされるためオープニングテーマがハーフコーラス分追加されたロングバージョンとなるほか、5月12日放送の第38回と9月26日放送の最終回（第156回）では「連続テレビ小説 まれ」のタイトルロゴ表示後そのまま本編に入り、出演者クレジットを別表示とした上でテーマ曲をエンディングとした。
また第18週以降は以下のリニューアルを実施した。
画面右側へオープニングテーマ歌詞のテロップ表示
7月27日放送の第103回から8月1日放送の第108回まで実施。
オープニングテーマの歌唱者・歌詞変更
7月29日放送の第105回以降は歌唱を楽曲クレジット実施の上で能登主要キャスト17名の合唱へ変更。
歌詞を第105 - 108回まで2番に変更して放送。8月3日放送の第109回以降は奇数回（月・水・金）が1番、偶数回（火・木・土）が2番で交互に放送。
画像の一部差し替え
7月29日放送の第105回から今まで希一人で走っていたカットなどの一部を能登で新たに撮影された4組の夫婦（圭太・希/徹・藍子/一徹・みのり/元治・文）によるものへ差し替え。さらに9月21日放送の第151回からワンカット差し替えを実施。

### オープニングテーマ
希空〜まれぞら〜（主題歌）
作曲：澤野弘之（本作音楽担当）
作詞：土屋太鳳（1番）/谷上碧・谷上雪（2番）
ヒロイン役の土屋が作詞した経緯は、本人のブログに「輪島塗を見ていたら能登の夕日が見えた」という記載をスタッフが発見。センスを見込んで依頼したものであり、2番の歌詞は一般公募で寄せられた12,722作の中から選出した。これら作詞にまつわるエピソードはいずれも連続テレビ小説史上初である。
本作はアーティストを起用しておらず、楽曲スタイルはオリジナル合唱曲である。後述するサウンドトラックには小林未郁歌唱による「Song of ..」「Because of you」「Gray to Blue」のそれぞれ異なる英語バージョン3曲が収録される。
また第143・144回ではうみねこ座、最終回（第156回）では出演者による歌唱が行われた。

## エンディング
日めくりカレンダー形式で市橋織江が撮影したヒロイン土屋太鳳の写真を掲出する。ただし、日によっては魔女姫人形などヒロイン以外の場合もある。土曜日放送分のみ画面左下隅に市橋をクレジット表示。スピンオフ後編のエンディングでは、2015年8月23日に開催、土屋も参加していた「輪島大祭」の写真が紹介された。
今作は写真の一般公募は行われなかった。

## 放送日程
サブタイトルには、原則としてその週のエピソードに関わるお菓子の名称が付帯する。
| 週                                                                           | 回        | 放送日            | 編               | サブタイトル               | 演出       |
| ---------------------------------------------------------------------------- | --------- | ----------------- | ---------------- | -------------------------- | ---------- |
| 1                                                                            | 1 - 6     | 3月30日 - 4月4日  | 能登編 （第1部） | 魔女姫バースデーケーキ     | 渡辺一貴   |
| 2                                                                            | 7 - 12    | 4月6日 - 4月11日  | 能登編 （第1部） | 告白シュークリーム         | 渡辺一貴   |
| 3                                                                            | 13 - 18   | 4月13日 - 4月18日 | 能登編 （第1部） | 卒業ロールケーキ           | 渡辺一貴   |
| 4                                                                            | 19 - 24   | 4月20日 - 4月25日 | 能登編 （第1部） | さよなら桜もち             | 一木正恵   |
| 5                                                                            | 25 - 30   | 4月27日 - 5月2日  | 能登編 （第1部） | 情熱ミルフィーユ           | 一木正恵   |
| 6                                                                            | 31 - 36   | 5月4日 - 5月9日   | 能登編 （第1部） | 母娘キャロットケーキ       | 一木正恵   |
| 7                                                                            | 37 - 42   | 5月11日 - 5月16日 | 横浜編           | 横浜激辛プチガトー         | 渡辺一貴   |
| 8                                                                            | 43 - 48   | 5月18日 - 5月23日 | 横浜編           | 危機的クリスマスケーキ     | 西村武五郎 |
| 9                                                                            | 49 - 54   | 5月25日 - 5月31日 | 横浜編           | 再出発エンゲージケーキ     | 西村武五郎 |
| 10                                                                           | 55 - 60   | 6月1日 - 6月6日   | 横浜編           | 逆転一発パンケーキ         | 一木正恵   |
| 11                                                                           | 61 - 66   | 6月8日 - 6月13日  | 横浜編           | 泥沼恋愛チョコレート       | 渡辺一貴   |
| 12                                                                           | 67 - 72   | 6月15日 - 6月20日 | 横浜編           | 官能カスタードクリーム     | 西村武五郎 |
| 13                                                                           | 73 - 78   | 6月22日 - 6月27日 | 横浜編           | 運命カカオ64%              | 川上剛     |
| 14                                                                           | 79 - 84   | 6月29日 - 7月4日  | 横浜編           | 絶体絶命メッセージプレート | 一木正恵   |
| 15                                                                           | 85 - 90   | 7月6日 - 7月11日  | 横浜編           | 下克上駄菓子ケーキ         | 渡辺一貴   |
| 16                                                                           | 91 - 96   | 7月13日 - 7月18日 | 横浜編           | 絶縁コンビニスイーツ       | 西村武五郎 |
| 17                                                                           | 97 - 102  | 7月20日 - 7月25日 | 横浜編           | 究極選択パリブレスト       | 一木正恵   |
| 18                                                                           | 103 - 108 | 7月27日 - 8月1日  | 能登編 （第2部） | 親心ロールケーキ           | 村橋直樹   |
| 19                                                                           | 109 - 114 | 8月3日 - 8月8日   | 能登編 （第2部） | 潮時じゃがいもガレット     | 渡辺一貴   |
| 20                                                                           | 115 - 120 | 8月10日 - 8月15日 | 能登編 （第2部） | 男たちのウィークエンド     | 西村武五郎 |
| 21                                                                           | 121 - 126 | 8月17日 - 8月22日 | 能登編 （第2部） | 復活マルジョレーヌ         | 一木正恵   |
| 22                                                                           | 127 - 132 | 8月24日 - 8月29日 | 能登編 （第2部） | 出産クッサンベイビー       | 保坂慶太   |
| 23                                                                           | 133 - 138 | 8月31日 - 9月5日  | 能登編 （第2部） | いっぱい失敗タルトタタン   | 渡辺一貴   |
| 24                                                                           | 139 - 144 | 9月7日 - 9月12日  | 能登編 （第2部） | 女たちのジレンマムース     | 西村武五郎 |
| 25                                                                           | 145 - 150 | 9月14日 - 9月19日 | 能登編 （第2部） | 秒読みコンクールケーキ     | 一木正恵   |
| 26                                                                           | 151 - 156 | 9月21日 - 9月26日 | 能登編 （第2部） | 希空ウエディングケーキ     | 渡辺一貴   |
| 平均視聴率 19.4%（視聴率はビデオリサーチ調べ、関東地区・世帯・リアルタイム） |           |                   |                  |                            |            |

### 放送日程変更
- 5月29日（第53回再放送） - 2015年の口永良部島噴火報道特別番組のため九州・沖縄エリアのみ翌30日12時30分 - 12時45分に放送。
- 8月6日（第112回本放送） - 広島平和記念式典中継のため中国エリアは7時45分 - 8時、他エリアは中継延長のため8時39分 - 8時54分に放送。
- 8月25日・26日（第128回本放送・再放送 / 第129回本放送） - 台風15号報道特別番組のため九州・沖縄エリアでは、本来は第128回再放送となる25日12時45分 - 13時に同回を本放送し、26日8時 - 8時15分に第128回再放送、引き続き8時15分 - 8時30分に第129回本放送。

### キャッチアップ放送
- 4月19日 0時55分 - 1時55分 - 『NHKとっておきサンデー』内で放送中の20分ダイジェスト「まれ1週間」1 - 3週分を放送。第3週は先行放送となるためNHKとっておきサンデー枠では事実上再放送。

### 総集編
前編（第1 - 11週）
2015年6月13日・総合16時30分 - 17時59分
再放送 6月15日・総合0時55分 - 2時24分
再々放送 10月12日・総合8時15分 - 9時43分
10月18日・BSプレミアム13時 - 14時30分
後編（第12 - 26週）
2015年10月12日・総合9時50分 - 11時19分
10月25日・BSプレミアム13時 - 14時30分

### スピンオフ
2015年9月11日にNHKよりスピンオフドラマ『ザ・プレミアム まれ〜また会おうスペシャル〜』（ザ・プレミアム まれ またあおうスペシャル）の制作ならびに放送が発表された。NHK BSプレミアムのザ・プレミアム枠での放送となる。
本編は50分、残り4分は土屋がドラマのクランクアップ後に能登を訪れて取材した「まれ能登紀行」が放送されている。
前編「僕と彼女のサマータイムブルース」（ぼくとかのじょのサマータイムブルース）
2015年10月24日19時 - 19時54分（BSプレミアム）
2015年11月15日13時 - 13時54分（BSプレミアム・再放送）
2015年12月23日16時5分 - 16時59分（総合）
脚本：池谷雅夫
出演：渡辺大知・中村ゆりか・土屋太鳳・山﨑賢人・葉山奨之・門脇麦・高畑裕太・りょう・山中聡
「まれ能登紀行」：過酷!塩づくりを守る家
後編「一子の恋〜洋一郎25年目の決断〜」（いちこのこい よういちろう25ねんめのけつだん）
2015年10月31日19時 - 19時54分（BSプレミアム）
2015年11月15日13時55分 - 14時49分（BSプレミアム・再放送）
2015年12月23日17時 - 17時54分（総合）
脚本：篠﨑絵里子
出演：清水富美加・高畑裕太・土屋太鳳・山﨑賢人・葉山奨之・門脇麦・渡辺大知・中村ゆりか・清野菜名・渋谷謙人
「まれ能登紀行」：輪島塗の誇りを受け継ぐ

## 関連番組
以下には特に関連の深い番組のみを挙げる。

### 開始前
- まれのレシピブック（2015年3月26日・総合）
- もうすぐ連続テレビ小説「まれ」
- NHKプレマップ
  - 以上2015年3月中随時[注 205][注 206]（総合・BSプレミアム） ドラマの見どころ・メイキング映像・レシピブックのほか「もうすぐ…」ではヒロインオーディション映像を放送。

### 期間中
- LIFE!〜人生に捧げるコント〜
  - 「LIFE!まれコラボSP」（2015年5月7日・総合） - ゲスト：土屋太鳳・大泉洋・田中泯・清水富美加 レギュラー：塚地武雅
- まだ間に合う！まれ（2015年5月9日・総合10時55分 - 11時20分[注 207] / BSプレミアム17時30分 - 17時55分）
  - 能登編まとめならびに横浜編の先出し。希の子供時代を演じた松本が横浜編収録中の土屋を訪問ならびにインタビューを放送。
- 金とく
  - 「まれ旅！ 能登はやさしや土までも[85]」（2015年5月24日・総合0時5分 - 0時48分[注 208] - ゲスト：篠井英介・清水富美加・ガッツ石松・高畑裕太
- 「まれファン感謝祭in石川〜まんで、ありがとう！スピンオフ放送直前SP〜」（2015年10月17日・BSプレミアム19時 - 19時30分）
  - 2015年9月20日に、金沢市で開催されたイベントを編集したうえで放送。24日・31日のスピンオフ情報も放送。司会：越塚優、リポーター：鹿島綾乃（左記の2名は、NHKアナウンサー）、ゲスト：土屋太鳳、清水富美加、高畑裕太、塩山誠司（方言指導）、柳澤秀夫（NHK解説委員）[注 209]、金沢市立千坂小学校合唱団（テーマ曲「希空〜まれぞら〜」合唱）

### 終了後
- 第66回NHK紅白歌合戦 - ゲスト審査員（土屋太鳳、大泉洋）、『あさイチ』MC有働由美子アナ＆井ノ原快彦とのトークの後、藤あや子『曼珠沙華』曲紹介。
- ザ・プレミアム「土屋太鳳が行く!欧州スイーツ紀行〜パリ・アルザス・ウィーン〜」- リポーター：土屋太鳳（初回：2016年2月13日 21時 - 22時30分、再放送：2016年12月26日 16時 - 17時30分〈BSプレミアム〉）[86][87][88]

ドラマの題材になったケーキ・スィーツの本場・ヨーロッパを、土屋が取材した模様を1時間半にわたり放送

## イベント

### 放送前
- 北陸新幹線開業イベント 上り始発列車かがやき500号金沢駅出発式[89]（2015年3月14日・土屋太鳳）
- 「もうすぐ！“まれ”スペシャルトークショー」（2015年3月29日・輪島キリコ会館前広場 ゲスト：篠井英介・清水富美加）

### 期間中
- 「スタジオパーク『まれ』展」（2015年4月4日 - 7月16日・NHKスタジオパーク）
- 石川県警輪島警察署一日署長[49]（2015年5月27日・土屋太鳳）
- 『YOKOHAMA☆GIRLS FESTIVAL 2015』横浜DeNAベイスターズ対広島東洋カープ試合前トークイベント・始球式（2015年6月20日・横浜スタジアム ゲスト：清水富美加）
- 能登ふるさと博オープニングイベント[90]（2015年7月4日・輪島マリンタウン トークショーゲスト：柊子）
- 輪島市合併10周年記念事業 中川翔子の音返し巡業 in 輪島[91][注 210]（2015年7月12日・輪島市文化会館）
- NHK横浜感謝祭「まれ」ファンミーティング[94]（2015年9月13日・横浜赤レンガ倉庫 ゲスト: 土屋太鳳・中村ゆりか・柊子・鈴木拓・渡辺大知）
- 「まれファン感謝祭in石川〜まんで、ありがとう！〜」（2015年9月20日・金沢・本多の森ホール）
- 最終回特別イベント「まれフェス」（2015年9月26日・輪島市文化会館、ゲスト：高畑裕太、塩山誠司、九内健太。最終回・総合再放送の視聴イベント）

### 終了後
- いしかわスイーツ博2015（2015年10月17日 - 10月18日・石川県政記念しいのき迎賓館、ゲスト：鈴木砂羽、清水富美加）

## 反響・関連ニュース

### 視聴率
- ビデオリサーチ調べの平均視聴率（世帯・リアルタイム）は、初回が関東地区で21.2%、関西地区で20.7%を記録。初回視聴率20%超えは、関東地区では2013年度前期『あまちゃん』から5作連続維持[95]、関西地区では2003年度後期『てるてる家族』以来となった[96]。単独での最高視聴率は4月7日放送第8回の22.7%である[81]。
- しかし、第3週以降で週間平均視聴率20%超えを達成した週は第13・22・24週のみで平均18 - 20%を推移し、結果として期間全体の平均視聴率は19.4%[81]。期間平均視聴率20%を割り込んだのは、2012年度後期『純と愛』以来5作ぶりとなった[97]。

### 作品の批評
放送開始間もない時点では、連続テレビ小説の中でも直近に放送された現代劇の『あまちゃん』との共通点を泉麻人・水島宏明・木村和久などが指摘した。
物語中盤を越えた8月ごろには、希が急にパティシエを辞め塗師屋の女将修業をするなどの第18週以降の展開に対する批判も出た。
コラムニストの桧山珠美は、脚本の篠﨑絵里子が実力派で作風は真面目な社会派の傾向があると評価するものの、『あまちゃん』を踏襲したコミカルな路線をNHKが要求したため不得手なことをやらされコミカルさが「悪ふざけ」に堕してしまったと分析した。
金子則男はweb R25で、希の妊娠・出産に際し、地道で計画的なはずの希が店の経営も軌道に乗らないうちに子供を作ってしまうキャラクター設定の崩壊や、つわりなど妊娠時期の描写を軽く扱っているなどの批判がネット上で相次いだと伝えたが、それだけ熱心な視聴者が多いとの見解も示した。
カトリーヌあやこは『週刊朝日』のテレビ評で、『あまちゃん』『花子とアン』など朝ドラの近作と比較し、魅力的な男性キャラクターがヒロインらに寄せる思いの描写や場のスパイスとなる人物などの「萌え」の要素に欠けていると評し、「萌え」を見つけようにもヒロインのライフコースが転々としてブレすぎているとも述べた。
「エキレビ!」で本作の全話レビューを連載する木俣冬も同様の指摘をしている。彼女は本作の物語構造を、キーワードの「地道にコツコツ」の如く輪島塗やミルフィーユのようにエピソードが重なってゆくものであるとした。だがその展開は、主人公が夢に対し異を唱えるキャラクターのため心地よいものとは限らず、立ち止まったり引き返したりを繰り返す「グズグズ」した重なりのため今一つ視聴率が伸びないのではないかと分析した。しかし、そのいびつも含めて現実の人生に近い表現であるとして、挑戦的なものを感じ評価している。また主人公の希については、「好きな人を含めた周囲の人々に応援され望んだ夢をすぐに叶える」というこれまでの朝ドラヒロイン像に対する批評的表現があり、時には未熟さゆえに徹底的にあさはかな人物に描かれているという。第142回に関しては、8年間多数の役割を両立し勤勉さで平和と幸福を築いてきたはずの希が、なぜかある瞬間から根拠のない自信と欲望だけが先走り、感性の干からびた人間の堕落の象徴になってしまったとして「142話かけてものすごくおそろしいデストピア化する世界を描いていた」という「つっこみ」をしている。そしてこのような場当たり的な希の生き方が視聴者に疑問や不満を抱かせているが、最終的展開に衝撃を持たせるためではないかと推察した。最終回後、本作では主人公の下積みの苦労、また戦争や震災なども含めた不幸が奇妙なほど描かれず、夢の実現をテーマとする物語の定石がショートカットされているため視聴者の一部には違和感を与えたことを伝えつつ、夢は必ず叶うものなのか、特別なことを成さなくてはならないのか、などを常に問いかけるものであったとし、製作陣はすべて計算の上であると分析した。また定石の物語は見る者を自分の頭で考えさせないが、本作は視聴者それぞれに考えさせるものであり、このような作品が生まれた背景は、放送当時戦後70年を迎えた日本社会が、再生の夢に向かいガツガツ努力してきたが、それが必ずしも幸せをもたらしていない惨状にあり、それらを身をもって実感している世代の物語を描く日本の精神性の大きな分岐点であったと総括した。
山下柚実は、辛口の感想や批評的な意見が目立ったことについて「一般的な常識や生活習慣からの逸脱」「エピソードの未回収」「職人や風土の描き方」「主人公に対する共感ポイントの不足」を挙げ、つっこみ所満載だったからこそ「一言いいたい」人が続出したと分析。その上で本作の最大の功績は、ネットを介した市民参加型をドラマの領域にも広め、ドラマ批評に多くの一般市民を動員したことかもしれないと推測した。
ライターでドラマ評論家の成馬零一はReal soundで、パソコンや携帯電話等2000年以後安価で普及したデジタル機器を駆使した描写や、小型カメラで撮影された映像が躍動感があり現代的と評価。また、6か月を通して起承転結を組み立てる篠﨑の脚本を見事と評価し、この手法が朝ドラの一般視聴者に理解されなかったと見解を示した。
NHK広報部視聴者局から発表された平成27年9月視聴者対応報告によれば、主人公を演じる土屋太鳳の明るさをはじめ出演俳優への好感意見などが少数ながらも寄せられた一方で、騒がしい作風や主人公がケーキ職人修行で努力する姿の少なさ、キスシーンや本作終盤で登場した「失敗おっぱい世界一」というセリフが不快感を与えるなど視聴者に対する配慮不足、ケーキ職人にも関わらず髪をまとめず職場を動く主人公が清潔感に欠けるなど、多くの批判意見が寄せられた。

### 経済への影響
興能信用金庫による中小企業景況調査によれば、本作放送が開始された2015年4 - 6月期のデータでは能登地方の観光業における業況判断指数 (DI) はプラス61.9となり、前期の同年1 - 3月期のマイナス30.4から大幅に改善。漆器業でもマイナス17.6からプラス20.0への躍進がみられた。北陸新幹線金沢延伸開業と本作の放送による効果と分析された。

### コラボレーション
- 銀座コージーコーナーで2015年4月4日より本作のライセンス商品3品を販売[115]。
- 横浜市営バスでは観光スポット周遊バス「あかいくつ」7台に2015年3月29日から放送終了の同年9月末まで本作のラッピングを施工して運行[116]。
- 横浜高速鉄道ではNHK横浜放送局の協力を得て2015年6月6日から同年9月26日までの予定でY500系電車1編成に本作のラッピングを施工して運転[117]。
- のと里山海道別所岳SA（七尾市） − 越の原IC（穴水町）下り区間1,200mで70km/h走行した際にオープニングテーマ「希空〜まれぞら〜」が約1分間流れる「おとのみち」を2015年6月に施工[118][119]。
- 石川県観光振興課などがPRのため能登空港2階ロビーに「朝市食堂まいもん」のセットを再現したほか、小道具の一部や出演者等身大パネルを2015年9月26日までの予定で展示[120][121]。
- 紺谷漆器のモデルとなった大崎漆器に番組終了後も常設展示を行う「まれ」ギャラリーを開設[122]。
- 番組放送期間中にありあけのハーバー、ホテルニューグランド内「ザ・カフェ」、カバン店のキタムラK2など横浜地元店において、本作にちなんだ期間限定商品が発売された[123]。
- 2016年10月、ヒロインを務めた土屋太鳳が、輪島観光大使および白米千枚田オーナー制度特別名誉会員に就任した。
- 舞台となった能登半島が能登半島地震で被災し、2024年9月1日に日本テレビ放送網で生放送された24時間テレビ47 「愛は地球を救うのか?」に土屋がロケゲストとして七尾市から出演し、輪島高校和太鼓部ら地元市民有志とともに「希空」の大合唱に参加した[124]。またこれとは別に、土屋、大泉、常盤が被災地を訪問した模様が、2024年9月20日NHK総合「まれたび 〜地震から9か月 “まれ”がみた能登〜北陸特別版」として、石川県・富山県向けで先行放送し、10月1日に全国放送された[125]。また、2024年9月16日には『鶴瓶の家族に乾杯 生放送スペシャルin石川県輪島市』が放送された[126]。

### 受賞
- 月刊TVnavi
  - 「第12回 ドラマ・オブ・ザ・イヤー2015夏」（2015年7-9月期）新人俳優賞（高畑裕太）
- Yahoo!検索大賞2015・ドラマ部門賞[127]
- 第6回ロケーションジャパン大賞（2015年）[128]
- 第40回エランドール賞新人賞（土屋太鳳）（2016年）[129]

## 輪島ドラマ記念館

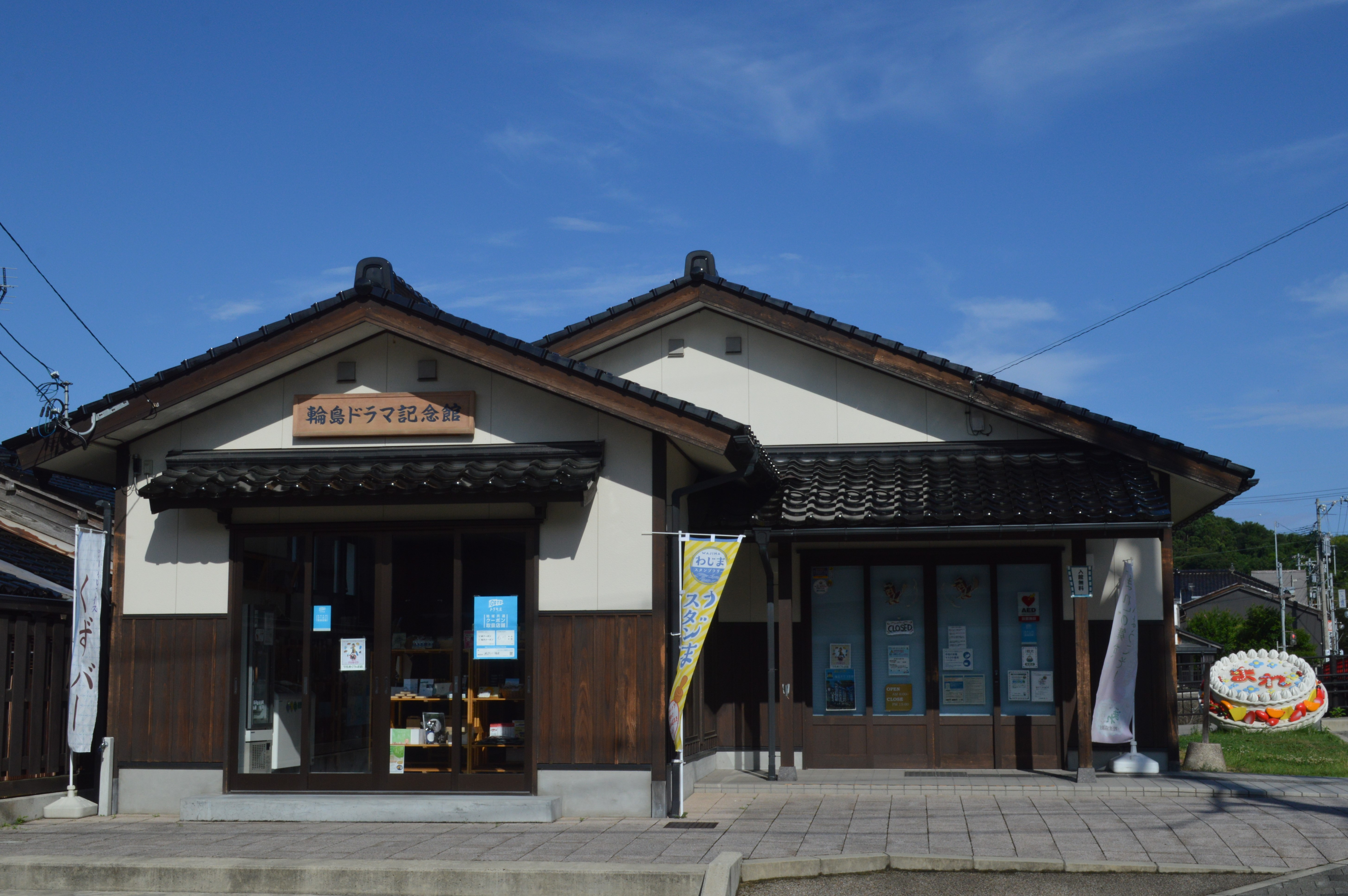
輪島ドラマ記念館（2022年7月撮影、現存せず）。右端に見えるのが『まれケーキ』のオブジェ。

2016年4月、輪島市河井町1部38番地のいろは橋付近に本作の関連展示を行う常設の『輪島ドラマ記念館』が開館した。
館内ではドラマセットや衣装、撮影時に使用された道具などが展示されていたが、2024年（令和6年）1月1日に発生した令和6年能登半島地震で朝市通り一帯を襲った火災により全焼。鎮火翌日の3日になり、記念館の横に設置されていた『まれケーキ』のオブジェのみが原型を保った状態で残っていることが確認された。
前年8月に現地を訪れていた土屋は地震の発生直後からInstagramで被災地を案じるコメントを投稿していたが、4日にファンから提供を受けた焼け残ったオブジェの写真に添えて「大切な方々の貴重な情報や胸がいっぱいになる写真を寄せていただきました」「このケーキから始めたい。私はそう思っています」とメッセージを寄せている。

## 関連商品

### 映像商品
| 連続テレビ小説「まれ」完全版 BOX1          | 連続テレビ小説「まれ」完全版 BOX1 | 連続テレビ小説「まれ」完全版 BOX1 | 連続テレビ小説「まれ」完全版 BOX1 | 連続テレビ小説「まれ」完全版 BOX1 | 連続テレビ小説「まれ」完全版 BOX1 | 連続テレビ小説「まれ」完全版 BOX1 | 連続テレビ小説「まれ」完全版 BOX1 |
| 収録内容                                   | DVD版 品番                        | Blu-ray版 品番                    | 枚数                              | ディスク                          | 週                                | 回数                              | サブタイトル                      |
| ------------------------------------------ | --------------------------------- | --------------------------------- | --------------------------------- | --------------------------------- | --------------------------------- | --------------------------------- | --------------------------------- |
| 第1 - 6週                                  | NSDX-20952                        | NSBX-20949                        | 3                                 |                                   |                                   |                                   |                                   |
| 第1 - 6週                                  | NSDX-20952                        | NSBX-20949                        | 3                                 | 01                                | 01                                | 01 - 06                           | 「魔女姫バースデーケーキ」        |
| 第1 - 6週                                  | NSDX-20952                        | NSBX-20949                        | 3                                 | 01                                | 02                                | 07 - 012                          | 「告白シュークリーム」            |
| 第1 - 6週                                  | NSDX-20952                        | NSBX-20949                        | 3                                 | 02                                | 03                                | 013 - 018                         | 「卒業ロールケーキ」              |
| 第1 - 6週                                  | NSDX-20952                        | NSBX-20949                        | 3                                 | 02                                | 04                                | 019 - 024                         | 「さよなら桜もち」                |
| 第1 - 6週                                  | NSDX-20952                        | NSBX-20949                        | 3                                 | 03                                | 05                                | 025 - 030                         | 「情熱ミルフィーユ」              |
| 第1 - 6週                                  | NSDX-20952                        | NSBX-20949                        | 3                                 | 03                                | 06                                | 031 - 036                         | 「母娘キャロットケーキ」          |
| 2015年08月21日発売 （NHKエンタープライズ） |                                   |                                   |                                   |                                   |                                   |                                   |                                   |

| 連続テレビ小説「まれ」完全版 BOX2          | 連続テレビ小説「まれ」完全版 BOX2 | 連続テレビ小説「まれ」完全版 BOX2 | 連続テレビ小説「まれ」完全版 BOX2 | 連続テレビ小説「まれ」完全版 BOX2 | 連続テレビ小説「まれ」完全版 BOX2 | 連続テレビ小説「まれ」完全版 BOX2 | 連続テレビ小説「まれ」完全版 BOX2 |
| 収録内容                                   | DVD版 品番                        | Blu-ray版 品番                    | 枚数                              | ディスク                          | 週                                | 回数                              | サブタイトル                      |
| ------------------------------------------ | --------------------------------- | --------------------------------- | --------------------------------- | --------------------------------- | --------------------------------- | --------------------------------- | --------------------------------- |
| 第7 - 16週                                 | NSDX-20953                        | NSBX-20950                        | 5                                 |                                   |                                   |                                   |                                   |
| 第7 - 16週                                 | NSDX-20953                        | NSBX-20950                        | 5                                 | 04                                | 07                                | 037 - 042                         | 「横浜激辛プチガトー」            |
| 第7 - 16週                                 | NSDX-20953                        | NSBX-20950                        | 5                                 | 04                                | 08                                | 043 - 048                         | 「危機的クリスマスケーキ」        |
| 第7 - 16週                                 | NSDX-20953                        | NSBX-20950                        | 5                                 | 05                                | 09                                | 049 - 054                         | 「再出発エンゲージケーキ」        |
| 第7 - 16週                                 | NSDX-20953                        | NSBX-20950                        | 5                                 | 05                                | 10                                | 055 - 060                         | 「逆転一発パンケーキ」            |
| 第7 - 16週                                 | NSDX-20953                        | NSBX-20950                        | 5                                 | 06                                | 11                                | 061 - 066                         | 「泥沼恋愛チョコレート」          |
| 第7 - 16週                                 | NSDX-20953                        | NSBX-20950                        | 5                                 | 06                                | 12                                | 067 - 072                         | 「官能カスタードクリーム」        |
| 第7 - 16週                                 | NSDX-20953                        | NSBX-20950                        | 5                                 | 07                                | 13                                | 073 - 078                         | 「運命カカオ64%」                 |
| 第7 - 16週                                 | NSDX-20953                        | NSBX-20950                        | 5                                 | 07                                | 14                                | 079 - 084                         | 「絶体絶命メッセージプレート」    |
| 第7 - 16週                                 | NSDX-20953                        | NSBX-20950                        | 5                                 | 08                                | 15                                | 085 - 090                         | 「下剋上駄菓子ケーキ」            |
| 第7 - 16週                                 | NSDX-20953                        | NSBX-20950                        | 5                                 | 08                                | 16                                | 091 - 096                         | 「絶縁コンビニスイーツ」          |
| 2015年10月23日発売 （NHKエンタープライズ） |                                   |                                   |                                   |                                   |                                   |                                   |                                   |

| 連続テレビ小説「まれ」完全版 BOX3          | 連続テレビ小説「まれ」完全版 BOX3 | 連続テレビ小説「まれ」完全版 BOX3 | 連続テレビ小説「まれ」完全版 BOX3 | 連続テレビ小説「まれ」完全版 BOX3 | 連続テレビ小説「まれ」完全版 BOX3 | 連続テレビ小説「まれ」完全版 BOX3 | 連続テレビ小説「まれ」完全版 BOX3 |
| 収録内容                                   | DVD版 品番                        | Blu-ray版 品番                    | 枚数                              | ディスク                          | 週                                | 回数                              | サブタイトル                      |
| ------------------------------------------ | --------------------------------- | --------------------------------- | --------------------------------- | --------------------------------- | --------------------------------- | --------------------------------- | --------------------------------- |
| 第17 - 26週                                | NSDX-20954                        | NSBX-20951                        | 5                                 |                                   |                                   |                                   |                                   |
| 第17 - 26週                                | NSDX-20954                        | NSBX-20951                        | 5                                 | 09                                | 17                                | 097 - 102                         | 「究極選択パリブレスト」          |
| 第17 - 26週                                | NSDX-20954                        | NSBX-20951                        | 5                                 | 09                                | 18                                | 103 - 108                         | 「親心ロールケーキ」              |
| 第17 - 26週                                | NSDX-20954                        | NSBX-20951                        | 5                                 | 10                                | 19                                | 109 - 110                         | 「潮時じゃがいもガレット」        |
| 第17 - 26週                                | NSDX-20954                        | NSBX-20951                        | 5                                 | 10                                | 20                                | 115 - 120                         | 「男たちのウィークエンド」        |
| 第17 - 26週                                | NSDX-20954                        | NSBX-20951                        | 5                                 | 11                                | 21                                | 121 - 126                         | 「復活マルジョレーヌ」            |
| 第17 - 26週                                | NSDX-20954                        | NSBX-20951                        | 5                                 | 11                                | 22                                | 127 - 132                         | 「出産クッサンベイビー」          |
| 第17 - 26週                                | NSDX-20954                        | NSBX-20951                        | 5                                 | 12                                | 23                                | 133 - 138                         | 「いっぱい失敗タルトタタン」      |
| 第17 - 26週                                | NSDX-20954                        | NSBX-20951                        | 5                                 | 12                                | 24                                | 133 - 138                         | 「女たちのジレンマムース」        |
| 第17 - 26週                                | NSDX-20954                        | NSBX-20951                        | 5                                 | 13                                | 25                                | 145 - 150                         | 「秒読みコンクールケーキ」        |
| 第17 - 26週                                | NSDX-20954                        | NSBX-20951                        | 5                                 | 13                                | 26                                | 151 - 156                         | 「希空ウエディングケーキ」        |
| 2015年12月18日発売 （NHKエンタープライズ） |                                   |                                   |                                   |                                   |                                   |                                   |                                   |

| 連続テレビ小説「まれ」スピンオフ           | 連続テレビ小説「まれ」スピンオフ | 連続テレビ小説「まれ」スピンオフ | 連続テレビ小説「まれ」スピンオフ | 連続テレビ小説「まれ」スピンオフ | 連続テレビ小説「まれ」スピンオフ                                            |
| 収録内容                                   | DVD版 品番                       | Blu-ray版 品番                   | 枚数                             | 編                               | サブタイトル                                                                |
| ------------------------------------------ | -------------------------------- | -------------------------------- | -------------------------------- | -------------------------------- | --------------------------------------------------------------------------- |
| まれ〜また会おうスペシャル〜               | NSDX-20954                       | NSBS-21318                       | 1                                | 前編                             | 「僕と彼女のサマータイムブルース」 「まれ能登紀行〜過酷!塩づくりを守る家」  |
| まれ〜また会おうスペシャル〜               | NSDX-20954                       | NSBS-21318                       | 1                                | 後編                             | 「一子の恋〜洋一郎25年目の決断〜」 「まれ能登紀行〜輪島塗の誇りを受け継ぐ」 |
| 2016年01月22日発売 （NHKエンタープライズ） |                                  |                                  |                                  |                                  |                                                                             |

### 音楽商品
| NHK連続テレビ小説「まれ」オリジナルサウンドトラック | NHK連続テレビ小説「まれ」オリジナルサウンドトラック | NHK連続テレビ小説「まれ」オリジナルサウンドトラック | NHK連続テレビ小説「まれ」オリジナルサウンドトラック |
| No. | タイトル                                            | タイトル読み                                        | 楽曲スタイル                                        |
| --- | --------------------------------------------------- | --------------------------------------------------- | --------------------------------------------------- |
| 1 | 希空〜まれぞら〜                                    | マレゾラ                                            | ボーカル                                            |
| 2 | MWp                                                 | エム ダブリュー ピー                                | インストルメンタル                                  |
| 3 | THANKS                                              | サンクス                                            | インストルメンタル                                  |
| 4 | mio MARE                                            | ミオ マーレ                                         | ボーカル                                            |
| 5 | BECAUSE                                             | ビコーズ                                            | ボーカル                                            |
| 6 | Mt氏                                                | ヤマシ                                              | インストルメンタル                                  |
| 7 | Blume im Meer                                       | ブルーメ イン メア                                  | ボーカル                                            |
| 8 | AM8                                                 | エーエムエイト                                      | インストルメンタル                                  |
| 9 | Otto64                                              | オットロシ                                          | インストルメンタル                                  |
| 10 | Song of ..                                          | ソング オブ                                         | ボーカル                                            |
| 11 | ERAM                                                | エラム                                              | インストルメンタル                                  |
| 12 | FMD                                                 | エフエムディー                                      | インストルメンタル                                  |
| 13 | The Best for You                                    | ザ ベスト フォーユー                                | ボーカル                                            |
| 14 | ROtu9中                                             | ロックチュウ                                        | インストルメンタル                                  |
| 15 | n48                                                 | ヌシヤ                                              | インストルメンタル                                  |
| 16 | Because of you                                      | ビコーズ オブ ユー                                  | ボーカル                                            |
| 17 | PFsignal                                            | ピアノシグナル                                      | インストルメンタル                                  |
| 18 | I II III IV                                         | イチニサンヨン                                      | インストルメンタル                                  |
| 19 | 4D                                                  | フォーディー                                        | インストルメンタル                                  |
| 20 | Gray to Blue                                        | グレイ トゥ ブルー                                  | ボーカル                                            |
| 2015年4月29日発売 （ソニー・ミュージックレコーズ・SRCL-8806） ※初回仕様限定版は以下の特典付 「『魔女姫』オリジナルステッカー」・「まれ」タイトルロゴステッカー・「魔女姫人形」 |                                                     |                                                     |                                                     |
| NHK連続テレビ小説「まれ」オリジナルサウンドトラック2 |                                                     |                                                     |                                                     |
| 2015年7月15日発売 （ソニー・ミュージックレコーズ・SRCL-8867） |                                                     |                                                     |                                                     |
| NHK連続テレビ小説「まれ」オリジナルサウンドトラック3〈完結編〉 |                                                     |                                                     |                                                     |
| 2015年9月2日発売 （ソニー・ミュージックレコーズ・SRCL-8901） |                                                     |                                                     |                                                     |
| 涙のふたり/ここで会おう-バンドver.- little voice |                                                     |                                                     |                                                     |
| No. | タイトル                                            | タイトル                                            | 楽曲スタイル                                        |
| 1 | 涙のふたり                                          | 涙のふたり                                          | ボーカル                                            |
| 2 | ここで会おう-バンドver.-                            | ここで会おう-バンドver.-                            | ボーカル                                            |
| 3 | 涙のふたり                                          | 涙のふたり                                          | インストルメンタル                                  |
| 4 | ここで会おう-バンドver.-                            | ここで会おう-バンドver.-                            | インストルメンタル                                  |
| 2015年8月12日発売 （ソニー・ミュージックレコーズ・SRCL-8894） ※初回仕様のみlittle voiceワンマンライブフライヤー封入 |                                                     |                                                     |                                                     |
| “まれ”のケーキ「ジュテーム・モワ・ノン・プリュ」春野寿美礼 |                                                     |                                                     |                                                     |
| No. | タイトル                                            | タイトル                                            | 楽曲スタイル                                        |
| 1 | Je t'aime... moi non plus                           | Je t'aime... moi non plus                           | ボーカル                                            |
| 2 | 行かないで                                          | 行かないで                                          | ボーカル                                            |
| 3 | 男と女 Un homme et une femme                        | 男と女 Un homme et une femme                        | ボーカル                                            |
| 4 | Je t'aime... moi non plus                           | Je t'aime... moi non plus                           | インストルメンタル                                  |
| 5 | 行かないで                                          | 行かないで                                          | インストルメンタル                                  |
| 6 | 男と女 Un homme et une femme                        | 男と女 Un homme et une femme                        | インストルメンタル                                  |
| 2015年8月26日発売（ソニー・ミュージックダイレクト・MHCL-2554） 劇中ジャケット仕様・ドラマ関連写真入りブックレット |                                                     |                                                     |                                                     |
| 「グッバイ」黒猫チェルシー |                                                     |                                                     |                                                     |
| No. | タイトル                                            | タイトル                                            | 楽曲スタイル                                        |
| 1 | グッバイ                                            | グッバイ                                            | ボーカル                                            |
| 2 | Teenage Hero                                        | Teenage Hero                                        | ボーカル                                            |
| 3 | アンラッキーガール                                  | アンラッキーガール                                  | ボーカル                                            |
| 2016年2月3日発売（ソニー・ミュージックレコーズ） 初回生産限定盤：SRCL-8969〜70（特典DVD：「little voice presents 黒猫といく類まれなツアー」（9月25日＠渋谷STAR LOUNGE）ダイジェスト映像 封入特典：「little voice presents 黒猫といく類まれなツアー」（9月25日＠渋谷STAR LOUNGE）ライブ写真 通常版：CDのみ SRCL-8971 |                                                     |                                                     |                                                     |

### 書籍
| NHKドラマガイド・連続テレビ小説 まれ                                              | NHKドラマガイド・連続テレビ小説 まれ   | NHKドラマガイド・連続テレビ小説 まれ | NHKドラマガイド・連続テレビ小説 まれ | NHKドラマガイド・連続テレビ小説 まれ |
| No.                                                                               | 著者                                   | 発売日                               | 発売元                               | ISBN                                 |
| --------------------------------------------------------------------------------- | -------------------------------------- | ------------------------------------ | ------------------------------------ | ------------------------------------ |
| Part1                                                                             | 篠﨑絵里子 NHKドラマ制作班             | 2015年3月25日                        | NHK出版                              | ISBN 978-4-14-923571-4               |
| Part2                                                                             | 篠﨑絵里子 NHKドラマ制作班             | 2015年7月25日                        | NHK出版                              | ISBN 978-4-14-923572-1               |
| NHK連続テレビ小説 まれ（ノベライズ）                                              |                                        |                                      |                                      |                                      |
| No.                                                                               | 著者                                   | 発売日                               | 発売元                               | ISBN                                 |
| 上（第01週 - 第12週）                                                             | 篠﨑絵里子 丸山智（上） 田渕高志（下） | 2015年3月31日                        | NHK出版                              | ISBN 978-4-14-005660-8               |
| 下（第13週 - 第26週）                                                             | 篠﨑絵里子 丸山智（上） 田渕高志（下） | 2015年8月25日                        | NHK出版                              | ISBN 978-4-14-005661-5               |
| オリジナル楽譜シリーズ NHK連続テレビ小説「まれ」希空〜まれぞら〜                  |                                        |                                      |                                      |                                      |
| 作詞                                                                              | 作曲                                   | 発売日                               | 発売元                               | ISBN                                 |
| 土屋太鳳                                                                          | 澤野弘之                               | 2015年4月18日                        | NHK出版                              | ISBN 978-4-14-055347-3               |
| NHK連続テレビ小説 まれ お菓子レシピブック                                         |                                        |                                      |                                      |                                      |
| 著者                                                                              | 著者                                   | 発売日                               | 発売元                               | ISBN                                 |
| 辻口博啓・NHKドラマ制作班                                                         | 辻口博啓・NHKドラマ制作班              | 2015年8月8日                         | NHK出版                              | ISBN 978-4-14-199217-2               |
| NHK連続テレビ小説 まれ 写真集                                                     |                                        |                                      |                                      |                                      |
| 撮影                                                                              | モデル                                 | 発売日                               | 発売元                               | ISBN                                 |
| 市橋織江                                                                          | 土屋太鳳                               | 2015年9月16日                        | NHK出版                              | ISBN 978-4-14-407212-3               |
| NHKウイークリーステラ 臨時増刊 10月31日号 NHK連続テレビ小説 まれ メモリアルブック |                                        |                                      |                                      |                                      |
| 発売元                                                                            | 発売元                                 | 発売日                               | 編集協力                             | ISBN                                 |
| NHKサービスセンター                                                               | NHKサービスセンター                    | 2015年9月14日                        |                                      | JANコード 4910233061050              |
| 連続テレビ小説 まれ ファンブック                                                  |                                        |                                      |                                      |                                      |
| 著者                                                                              | 著者                                   | 発売日                               | 編集協力                             | ISBN                                 |
| 洋泉社                                                                            | 洋泉社                                 | 2015年9月11日                        | NHKエンタープライズ                  | ISBN 4-8003-0759-7                   |